# Catalina de Médici
Catalina de Médici (Florencia, 13 de abril de 1519-Castillo de Blois, 5 de enero de 1589) fue una noble italiana (florentina), hija de Lorenzo II de Médici y Magdalena de la Tour de Auvernia. Como esposa de Enrique II de Francia, fue reina consorte de Francia desde 1547 hasta 1559, y madre de los reyes franceses Francisco II, Carlos IX y Enrique III. En dicho país es más conocida por la francofonización de su nombre, Catherine de Médicis. Los años durante los cuales reinaron sus hijos han sido llamados «la era de Catalina de Médici» a raíz de su enorme, si bien a veces cambiante, influencia en la vida política de Francia.
En 1533, a los catorce años, Catalina contrajo matrimonio con Enrique, segundo hijo de los reyes Francisco I y Claudia de Francia. Enrique habría de convertirse en delfín de Francia tras la muerte de su hermano mayor, Francisco, en 1536. Durante su reinado, Enrique apartó a Catalina de los asuntos de estado en favor de su amante, Diana de Poitiers, quien ejercía una gran influencia sobre el monarca. Sin embargo, la repentina muerte accidental de Enrique empujó a Catalina a la arena política como madre del frágil rey de quince años, Francisco II. A la muerte de este en 1560 Catalina pasó a ser regente del nuevo rey, su hijo de solo diez años Carlos IX, lo que le concedió amplios poderes. Tras la muerte de Carlos en 1574, Catalina volvió a desempeñar un papel clave en el reinado de su tercer hijo, Enrique III, del cual fue consejera casi hasta sus últimos meses de vida.
Los tres hijos de Catalina reinaron en una etapa de constantes guerras civiles y religiosas en Francia. Los problemas que enfrentaba la monarquía eran complejos y de enormes proporciones. Sin embargo, Catalina mantuvo a la monarquía y las instituciones estales funcionando, si bien a un nivel mínimo. Al principio Catalina cedió e hizo concesiones a los rebeldes protestantes calvinistas franceses, los hugonotes. Sin embargo, nunca comprendió del todo las cuestiones teológicas que impulsaron tal movimiento, por lo que más tarde la ira y la frustración la llevaron a aplicar líneas más duras en su política contra ellos. Como consecuencia, llegó a ser culpada de las incesantes persecuciones contra los hugonotes llevadas a cabo durante los reinados de sus hijos, en particular de la Matanza de San Bartolomé en 1572, en la que fueron asesinados miles de hugonotes en París y por toda Francia.
Algunos historiadores han exculpado a Catalina de las peores decisiones de la Corona francesa, aunque las evidencias de su crueldad pueden leerse en sus cartas. En la práctica, su autoridad estuvo siempre limitada por los efectos de las guerras civiles, por lo que sus decisiones políticas pueden considerarse como intentos desesperados por mantener a la dinastía Valois en el trono de Francia a cualquier costo. En esta línea, su mecenazgo de las artes también fue un intento de glorificar a una monarquía cuyo prestigio estaba en franca decadencia. Es improbable que sin Catalina sus hijos se hubieran mantenido en el poder, y no en vano los años de sus regencias también se conocen como «la era de Catalina de Médici», pues de acuerdo con uno de sus biógrafos, Mark Strage, Catalina fue la mujer más importante del siglo XVI en Europa.

## Primeros años
Catalina nació en Florencia, República de Florencia, como Caterina Maria Romula di Lorenzo de' Medici en el seno de la familia Médici, los gobernantes de facto de la próspera ciudad toscana, donde comenzaron como banqueros y se hicieron ricos y poderosos con la financiación de numerosas monarquías europeas. El padre de Catalina, Lorenzo II de Médici, fue nombrado duque de Urbino por su tío, el papa León X, pero el título fue heredado por Francesco Maria della Rovere a la muerte de Lorenzo. Por ello, aunque Catalina era hija de un duque, no era de alta cuna. Sin embargo, su madre Magdalena de la Tour de Auvernia, condesa de Boulogne, pertenecía a una de las más destacadas y antiguas familias de la nobleza francesa, prestigiosa ascendencia maternal que beneficiaría el posterior matrimonio de Catalina como princesa real de Francia. 
La joven pareja de Lorenzo y Magdalena había contraído nupcias el año anterior en Amboise como parte de una alianza entre el rey Francisco I de Francia y el papa León X en contra del emperador Maximiliano I del Sacro Imperio. Según un cronista contemporáneo, cuando Catalina nació, sus progenitores se alegraron tanto «como si hubiera sido un varón». Apenas un mes después de su nacimiento, sin embargo, Catalina perdió a sus padres: Magdalena murió el 28 de abril de ese año por culpa de una sepsis puerperal y Lorenzo el 4 de mayo a causa de la sífilis. El rey francés quiso que Catalina fuera criada en la corte francesa, pero el papa León tenía otros planes para ella: casarla con el hijo ilegítimo de su hermano, Hipólito de Médici, y ponerlos a gobernar Florencia.
El cuidado de Catalina recayó primero en su abuela paterna, Alfonsina Orsini, esposa de Piero de Médici, pero a la muerte de esta en 1520 la niña se unió a sus primos y fue criada por su tía, Clarice Strozzi. El fallecimiento del papa León X en 1521 interrumpió brevemente el poder de los Médici, pero solo hasta la elección pontificia del cardenal Giulio de Médici como papa Clemente VII en 1523. El nuevo papa alojó a Catalina en el Palacio Medici Riccardi de Florencia y las gentes de la ciudad comenzaron a llamarla duchessina en deferencia a su infructuosa reclamación del ducado de Urbino.
En 1527 los Médici fueron derrocados en Florencia por una facción opuesta al régimen encabezada por el representante de Clemente VII, el cardenal Silvio Passerini, y Catalina fue recluida en una serie de conventos hasta que finalmente acabó en el de la Santissima Annunziata delle Murate, donde vivió tres años. Mark Strage describió estos años como «los más felices de toda su vida». Clemente VII no tuvo otra opción que coronar a Carlos I de España como emperador del Sacro Imperio Romano Germánico a cambio de su ayuda para retomar la ciudad. En octubre de 1529 las tropas del emperador sitiaron Florencia. Ante la prolongación del asedio algunos pidieron que Catalina fuera asesinada y su cuerpo expuesto desnudo y encadenado en las murallas de la ciudad; otros llegaron a decir que fuera entregada a las tropas como gratificación sexual. La ciudad acabó por capitular el 12 de agosto de 1530 y Clemente VII pidió a Catalina que abandonara su querido convento para unirse a él en Roma, donde la recibió con los brazos abiertos y lágrimas en los ojos. Luego se dedicó a buscarle esposo.

## Matrimonio

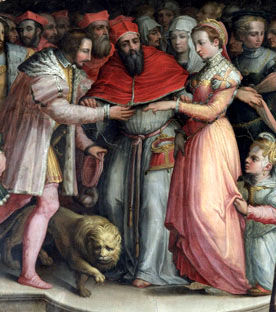
El matrimonio de Enrique y Catalina. Fresco de Giorgio Vasari.

En su visita a Roma, un enviado veneciano describió a Catalina como «de poca estatura y delgada, sin rasgos delicados, pero con unos ojos saltones peculiares de la familia Médici». Sin embargo, varios pretendientes pidieron su mano, entre ellos Jacobo V de Escocia, que envió al duque de Albany para intentar concretar un matrimonio en abril o noviembre de 1530. Cuando Francisco I de Francia propuso a su segundo hijo, Enrique, duque de Orleans, a comienzos de 1533, Clemente se entusiasmó con la oferta porque el hijo del rey francés era un matrimonio extraordinariamente ventajoso para Catalina, quien a pesar del dinero de su familia, era de origen plebeyo.
La boda, que se celebró en Marsella el 28 de octubre de 1533, fue un gran acontecimiento marcado por la exhibición extravagante y la entrega de regalos. El príncipe Enrique bailó y participó en justas por Catalina. La pareja, de sólo catorce años, abandonó el baile de su boda a medianoche para consumar sus deberes maritales. Enrique llegó al dormitorio acompañado de su padre, el rey Francisco, de quien se dice que permaneció allí hasta que el matrimonio se hubo consumado y llegó a decir que «ambos mostraron su valor en la justa». El papa Clemente VII visitó a los recién casados en su cama al día siguiente y dio su bendición a los procedimientos de la noche.
Catalina vio muy poco a su marido en su primer año de matrimonio, pero las damas de la corte la trataron muy bien, impresionadas por su inteligencia y entusiasmo. Sin embargo, la muerte del papa Clemente VII el 25 de septiembre de 1534 minó la posición de Catalina en la corte francesa y el siguiente papa, Paulo III, rompió la alianza con Francia y rehusó pagar su enorme dote, lo que llevó a Francisco I a lamentar que «la muchacha nos ha venido desnuda».
El príncipe Enrique no mostró ningún interés en su esposa Catalina y, sin ningún recato, tomó varias amantes. La pareja no tuvo hijos en sus diez primeros años de matrimonio pero, en 1537, la amante de Enrique, Filippa Duci, dio a luz una hija que fue reconocida públicamente por el propio príncipe. Este hecho probó la fertilidad del heredero francés y añadió presión sobre Catalina para que tuviera un descendiente.

### Delfinado

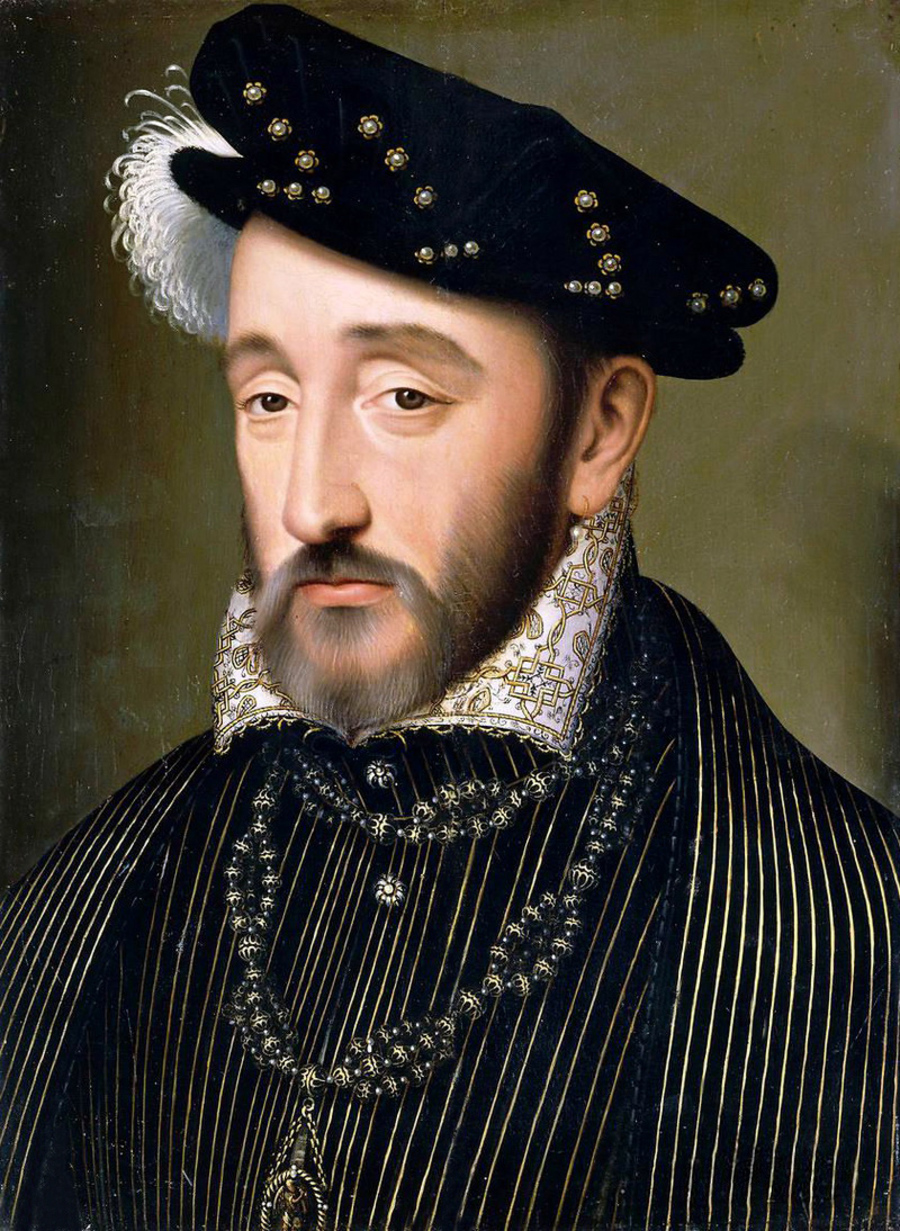
Enrique, duque de Orleans, por François Clouet. Durante su niñez el marido de Catalina pasó casi cuatro años y medio como rehén en España, un calvario que lo marcó de por vida con un carácter introvertido y melancólico.

En 1536 el hermano mayor de Enrique, Francisco, sufrió un resfrío después de un partido de tenis, contrajo una fiebre y murió, dejando así a su hermano menor como heredero del trono. Abundaron las sospechas de que Francisco había sido envenenado, y se culpó a muchos de ello, desde Catalina hasta el emperador Carlos V. El noble Sebastiano de Montecuccoli, secretario de Francisco, confesó bajo tortura haber envenenado al delfín,aunque en la actualidad se cree que el joven heredero al trono falleció a causa de la pleuresía o de la tuberculosis.
Como delfina, se esperaba de Catalina que diera a luz al futuro heredero al trono. Según el cronista de la corte Pierre de Brantôme, «muchos recomendaron al rey y al delfín repudiarla, ya que era necesario continuar la línea sucesoria de la monarquía francesa». Se habló de divorcio, y en su desesperación Catalina intentó todos los medios conocidos entonces para quedar encinta, como ponerse estiércol de vaca y cuernos de ciervo molidos en su «fuente de la vida» o beber orina de mula. El 19 de enero de 1544 por fin dio a luz a un hijo, bautizado con el nombre de Francisco, en honor de su abuelo, el rey Francisco I. 
Tras quedarse embarazada una vez, Catalina no tuvo problemas para quedar embarazada de nuevo. Puede que esto se lo haya debido al médico Jean François Fernel, de quien se dijo que había advertido ciertas anomalías en los órganos sexuales de la pareja y los aconsejó para solucionar el problema. Fernel, sin embargo, negó haber jamás brindado tales consejos. Catalina pronto concibió de nuevo y el 2 de abril de 1545 dio a luz a una hija, Isabel. Tuvo otros ocho hijos de Enrique, siete de los cuales sobrevivieron a la infancia, incluidos el futuro Carlos IX (nacido el 27 de junio de 1550), el futuro Enrique III (el 19 de septiembre de 1551) y Francisco, duque de Anjou (18 de marzo de 1555), además de Claudia (nacida el 12 de noviembre de 1547) y Margarita (nacida el 14 de mayo de 1553). Con ello quedaba asegurado el futuro a largo plazo de la dinastía Valois, que había gobernado Francia desde el siglo XIV.   
Sin embargo, la capacidad de Catalina de tener hijos no logró mejorar su matrimonio. Alrededor del año 1538, con diecinueve años, Enrique había tomado como amante a Diana de Poitiers, de treinta y ocho, a la que amó el resto de su vida. A pesar de esto, respetó el estatus de Catalina como su consorte y cuando murió el rey Francisco I en 1547 ella se convirtió en reina consorte de Francia. Catalina fue coronada en la basílica de Saint-Denis el 10 de junio de 1549.

### Reina de Francia

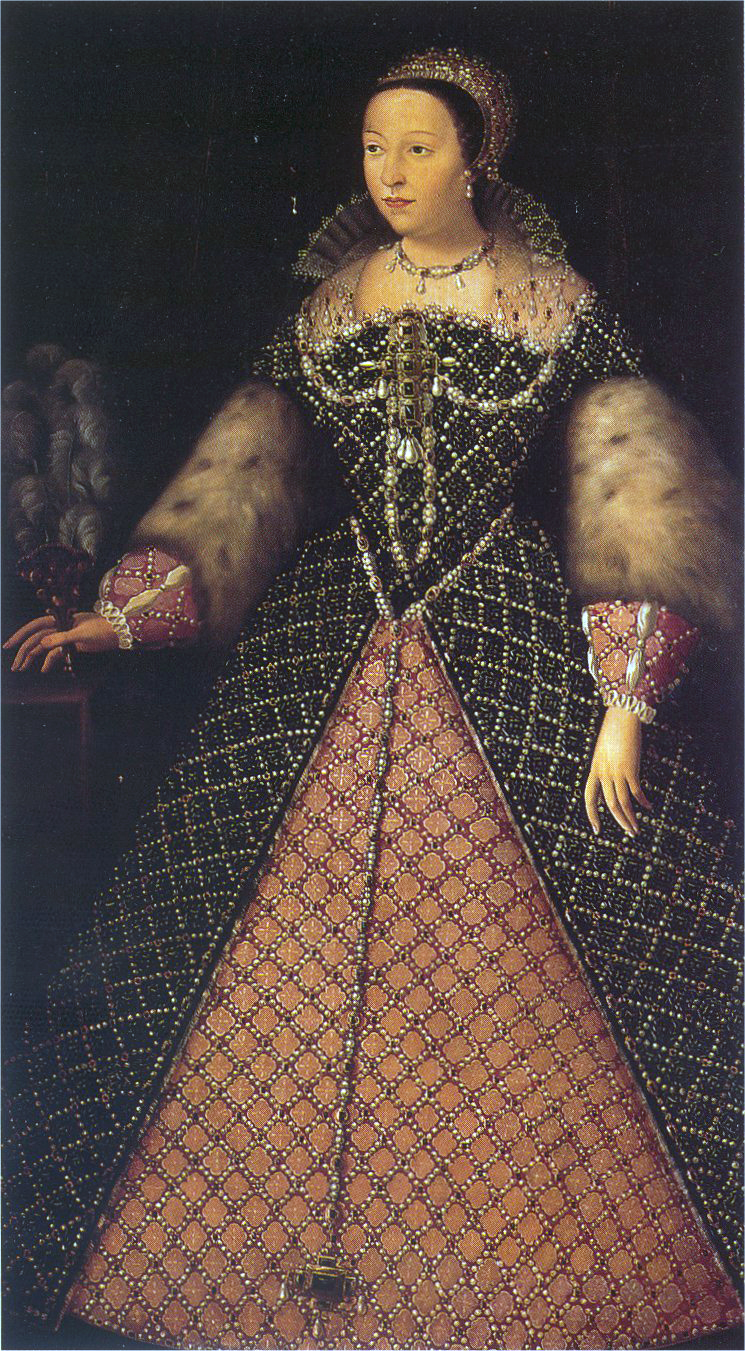
Catalina de Médici como reina de Francia. «Su boca es demasiado grande y sus ojos prominentes», escribió un enviado veneciano cuando Catalina se acercaba a los cuarenta años, «pero es una mujer muy distinguida, con una figura bien formada, una piel bonita y unas manos con forma exquisita».

Enrique no permitió intervenir en política a la reina Catalina, y aunque algunas veces ella actuó como regente durante las ausencias de su marido, sus poderes eran estrictamente nominales. Enrique incluso le dio el castillo de Chenonceau, que Catalina quería para ella, a su amante Diana de Poitiers, quien además se situó en su lugar en el centro del poder, actuando como patrona y aceptando favores. El embajador del Sacro Imperio Romano Germánico en Francia relató que en presencia de invitados Enrique se sentaba en el regazo de Diana a tocar la guitarra, charlar de política o acariciarle los pechos. Diana nunca vio a Catalina como una amenaza, e incluso animó al rey a pernoctar con ella y engendrar más hijos. 
En 1556, Catalina estuvo a punto de morir dando a luz a dos gemelas, Juana y Victoria. Los cirujanos salvaron a Victoria rompiendo las piernas de Juana, que murió en el vientre. La hija superviviente, Victoria, falleció siete semanas después. Puesto que su parto casi le costó la vida a Catalina, el médico real le aconsejó al rey que no tuvieran más hijos, de manera que el rey dejó de visitar la alcoba de su esposa y empezó a pasar todo su tiempo con su amante. Catalina nunca tuvo más hijos.[cita requerida]
El reinado de Enrique permitió el ascenso de los hermanos Guisa, Carlos, que se convirtió en cardenal, y Francisco, amigo de la infancia de Enrique, los cuales fueron nombrados duques de Guisa. Su hermana, María de Guisa, había contraído matrimonio con Jacobo V de Escocia en 1538 y fue la madre de María, reina de los escoceses. Con cinco años y medio María fue llevada a la corte francesa, donde fue prometida al delfín, Francisco. Catalina la crio junto a sus propios hijos en la corte parisina mientras María de Guisa gobernaba Escocia como regente de su hija.
Entre el 3 y el 4 de abril de 1559, Enrique firmó la Paz de Cateau-Cambrésis con el Sacro Imperio Romano Germánico y con Inglaterra, lo que ponía fin a la Guerra italiana de 1551-1559. El tratado fue sellado con el compromiso matrimonial de Isabel, la hija de trece años de Catalina, con el monarca más poderoso del mundo, Felipe II de España. Su matrimonio por poderes (sin los esposos presentes) se celebró en París el 22 de junio de 1559 con grandes fastos, bailes, máscaras y cinco días de justas.
El rey Enrique tomó parte en las justas luciendo los colores blanco y negro de Diana. Derrotó a los duques de Guisa y Nemours, pero el joven Gabriel, conde de Montgomery, lo golpeó y desmontó. El rey insistió en volver a justar contra el conde, y esta vez el de Montgomery rompió su lanza en la cara del monarca, que se tambaleó con la cara sangrando y con astillas «de gran tamaño» clavadas en un ojo y la cabeza. Catalina, Diana y el príncipe Francisco se desmayaron. El rey fue transportado al castillo de Tournelles, donde le extrajeron cinco astillas de la cabeza, una de las cuales había atravesado un ojo y el cerebro. Catalina se quedó junto al lecho del monarca, pero Diana se mantuvo alejada, «por miedo», según palabras de un cronista, «a ser expulsada por la reina». En los siguientes diez días el estado del rey fluctuó, y llegó a estar lo suficientemente bien como para dictar cartas y escuchar música. Sin embargo, lentamente perdió la vista, el habla y la razón, y el 10 de julio de 1559 murió, a la edad de 40 años. Desde ese día, Catalina adoptó una lanza rota como su emblema, inscrita con las palabras latinas «lacrymae hinc, hinc dolor» («de esto vienen mis lágrimas y mi dolor»), además de vestir de negro en señal de luto por Enrique.

## Reina madre

### Reinado de Francisco II

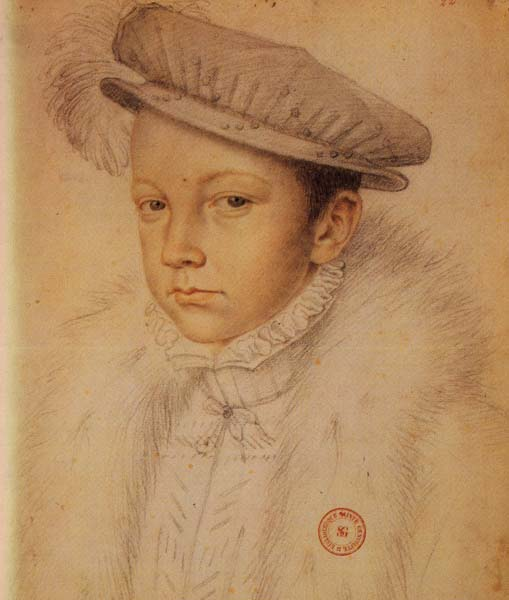
Francisco II de Francia, por François Clouet, 1560. Francisco encontró la corona tan pesada que hasta cuatro nobles tuvieron que sostenerla sobre su cabeza mientras él ascendía los escalones hasta su trono.

Francisco II se convirtió en rey con solo quince años. En lo que ha sido llamado un golpe de Estado, el cardenal de Lorena y el duque de Guisa—cuya sobrina, María, reina de los escoceses, se había casado con Francisco el año anterior—tomaron el poder el día después de la muerte de Enrique II y rápidamente se trasladaron al Louvre con la joven pareja. El embajador inglés dijo unos días después que «la casa de Guisa controla todo lo concerniente al rey francés». Por el momento, Catalina trabajó con los Guisa por necesidad, pues no tenía derecho a un rol en el gobierno de Francisco, en tanto se consideraba que este tenía edad suficiente para gobernar por sí mismo. Sin embargo, todos los actos oficiales del rey empezaba con las palabras: «Siendo este el buen placer de la Reina, mi señora madre, y yo, aprobando también toda opinión que ella manifieste, estoy conforme y ordeno que…». Catalina no dudó en explotar su nueva autoridad y una de sus primeras decisiones fue forzar a Diana de Poitiers a entregar las joyas de la corona y devolver el castillo de Chenonceau a la monarquía. Después se empeñó en deshacer todas las reformas llevadas a cabo allí por Diana.
Los hermanos Guisa comenzaron a perseguir con celo a los protestantes. Catalina adoptó una postura moderada y se manifestó en contra de las persecuciones de los Guisa, aunque no sentía ninguna simpatía particular por los hugonotes, cuyas creencias nunca compartió. Los protestantes buscaron primero el liderazgo de Antonio de Borbón, rey de Navarra, el Primer príncipe de sangre, y después, con más éxito, el de su hermano Luis, príncipe de Condé, que apoyó una conspiración para derrocar por la fuerza a los Guisa. Enterados los Guisa del complot, trasladaron la corte al fortificado castillo de Amboise. El duque de Guisa lanzó un sorpresivo ataque en los bosques circundantes de la fortaleza y tomó desprevenidos a los rebeldes, muchos de los cuales resultaron muertos, incluido su comandante, La Renaudie. Otros fueron ahogados en el río o colgados de las almenas a la vista de Catalina y el resto de la corte.
En junio de 1560, Michel de L'Hospital fue nombrado canciller de Francia. Este buscó el apoyo de los órganos constitucionales de Francia y trabajó junto a Catalina para defender la ley frente a la creciente anarquía. Ninguno de los dos vio la necesidad de castigar a los protestantes, que oraban en privado y no habían tomado las armas. El 20 de agosto de 1560, Catalina y el canciller defendieron esta política ante una asamblea de notables en Fontainebleau, ocasión que los historiadores recuerdan como un temprano ejemplo de la capacidad para gobernar de Catalina. Mientras, Luis de Condé creó un ejército y comenzó a atacar ciudades del sur en el otoño de 1560. Catalina le ordenó presentarse en la corte y lo encarceló tan pronto apareció. Fue juzgado en noviembre, encontrado culpable de delitos contra la corona y sentenciado a muerte. Sin embargo, salvó su vida por la enfermedad y muerte del rey Francisco II, sucedida a causa de una infección o absceso en su oído.
Cuando Catalina fue consciente de que Francisco iba a morir hizo un pacto con Antonio de Borbón, según el cual él renunciaría a su derecho a la regencia del futuro rey, Carlos IX, a cambio de la liberación de su hermano Condé. Por ello, cuando el rey Francisco murió el 5 de diciembre de 1560, el Consejo Real nombró a Catalina gobernanta de Francia con amplios poderes. Escribió a su hija Isabel: «Mi objetivo principal es honrar a Dios en todas las cosas y preservar mi autoridad, no para mí, sino para conservar este reino y para el bien de todos tus hermanos».

### Reinado de Carlos IX

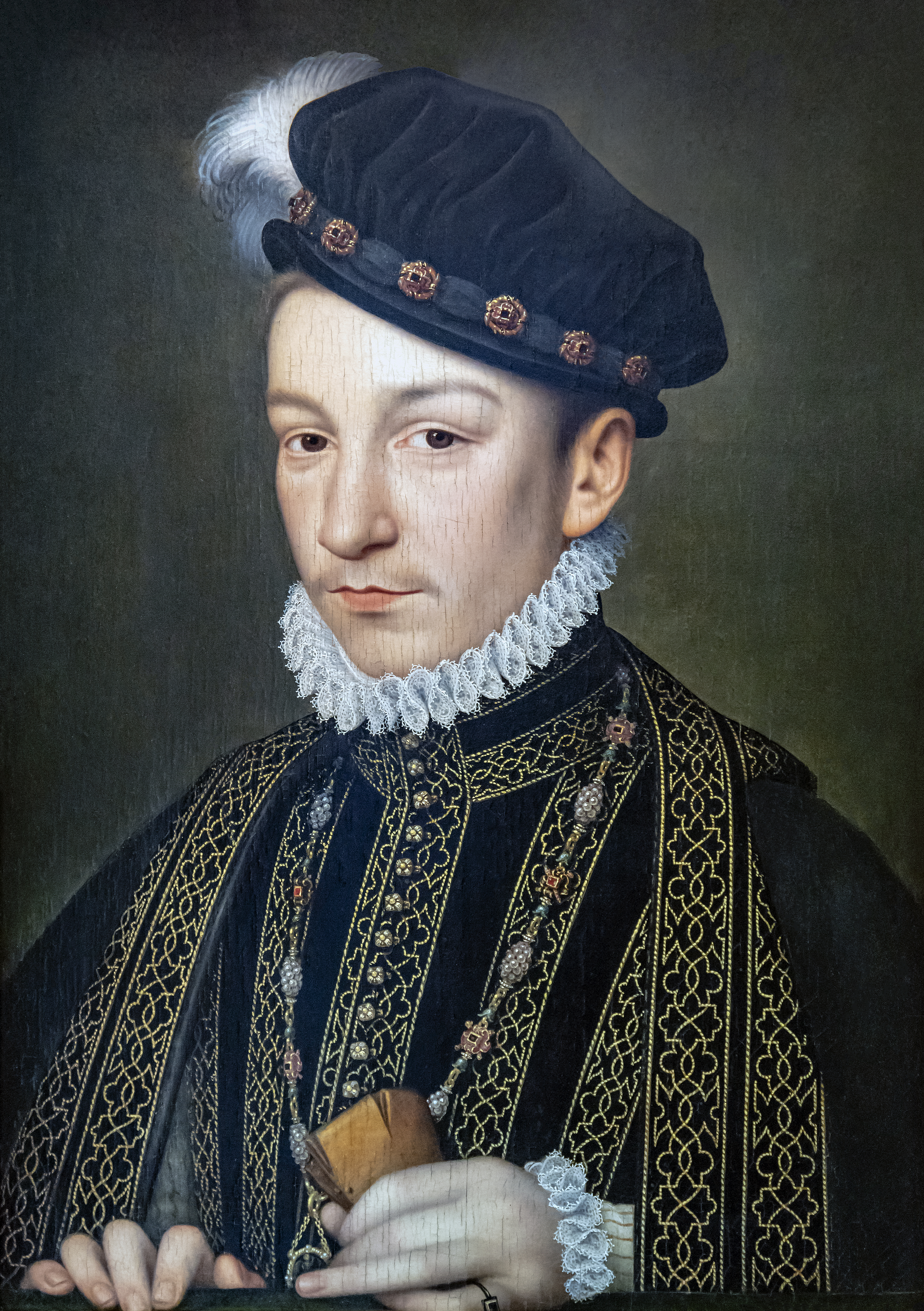
Carlos IX de Francia, por François Clouet. El embajador veneciano Giovanni Michiel lo describió como «un niño admirable, con finos ojos y movimientos gráciles, aunque no es robusto. Le gustan los ejercicios físicos demasiado violentos para su salud, pues sufre asma».

Carlos IX tenía diez años de edad al momento de su coronación, durante la que lloró. Inicialmente, Catalina lo mantuvo muy cerca de ella, e incluso dormía en su habitación. Ella presidía su consejo, decidía políticas y controlaba los asuntos de Estado y el patronazgo. Sin embargo, Catalina nunca estuvo en condiciones de gobernar todo el reino en su conjunto, pues estaba al borde de una guerra civil y en muchos lugares de Francia el poder de los nobles era mayor que el de la corona. Los desafíos que Catalina hubo de encarar eran complejos y en muchos aspectos difíciles de comprender para una extranjera como ella.
La reina convocó a líderes eclesiásticos de ambos bandos en un intento por resolver sus diferencias doctrinales, pero a pesar de su optimismo el resultante Coloquio de Poissy terminó el 13 de octubre de 1561 en un completo fracaso, y se disolvió sin su permiso. El fracaso de Catalina se debió a que vio la división religiosa solamente en términos políticos y, en palabras del historiador R. J. Knecht, «subestimó la fuerza de la convicción religiosa pensando que todo se arreglaría con solo lograr que los líderes de los partidos se pusieran de acuerdo». En enero de 1562 Catalina promulgó el tolerante Edicto de Saint-Germain, en un nuevo intento por tender puentes con los protestantes. Sin embargo, el 1 de marzo de 1562, en un incidente conocido como Masacre de Wassy, el duque de Guisa y sus hombres atacaron a los hugonotes que celebraban una ceremonia en un granero en Wassy, matando a 74 e hiriendo a más de 100. El duque, que calificó la masacre como «un lamentable incidente», fue vitoreado como un héroe en las calles de París mientras los hugonotes clamaban venganza. Esta masacre encendió la mecha que prendió las Guerras de religión de Francia. Durante los siguientes treinta años, el reino estuvo o bien en estado de guerra civil o bien en uno de tregua armada.
Solo un mes después Luis de Borbón, príncipe de Condé, y el almirante Gaspar de Coligny, habían reunido ya un ejército de 1 800 hombres y firmado una alianza con Inglaterra, y comenzaron a capturar una ciudad tras otra en Francia. Catalina se reunió con Coligny, pero este se negó a dar marcha atrás. La reina le dijo entonces: «Puesto que usted confía en sus fuerzas, le mostraremos las nuestras». El ejército real respondió rápidamente y puso sitio a la ciudad de Ruan, en poder de los hugonotes. La reina visitó en su lecho de muerte a Antonio de Borbón, rey de Navarra, que había sido fatalmente herido por un tiro de arcabuz. Catalina insistió además en visitar personalmente el campo de batalla y, cuando le advirtieron del peligro de ello, se echó a reír y dijo «Mi coraje es tan grande como el vuestro». Los católicos capturaron Ruan, pero su triunfo fue efímero, porque el 18 de febrero de 1563 un espía llamado Poltrot de Méré disparó con un arcabuz por la espalda a Francisco, duque de Guisa, durante el asedio de Orleans. El asesinato provocó una disputa aristocrática que complicó mucho las guerras de religión francesas en los siguientes años. Catalina, sin embargo, se mostró encantada con la muerte de su aliado: «Si el duque de Guisa hubiera muerto antes», dijo al embajador veneciano, «se habría alcanzado la paz más pronto». El 19 de marzo de 1563 el Edicto de Amboise, también conocido como Edicto de Pacificación, puso fin a la guerra. Entonces Catalina reunió a las fuerzas católicas y de los hugonotes para reconquistar El Havre de manos inglesas.

#### Hugonotes
El 17 de agosto de 1563, Carlos IX fue declarado mayor de edad en el Parlamento de Ruan, pero nunca fue capaz de gobernar por su cuenta y mostró poco interés en el gobierno. Catalina decidió poner en marcha una campaña para hacer cumplir el edicto de Amboise y reavivar la fidelidad a la corona. Para ello partió con el rey Carlos y con la corte en una gira por toda Francia que duró desde enero de 1564 hasta mayo de 1565, un largo periplo en el que Catalina mantuvo conversaciones con la reina protestante Juana III de Navarra en Mâcon y Nérac. También se vio con su hija Isabel en Bayona, cerca de la frontera con España, en medio de lujosas fiestas cortesanas. El monarca español Felipe II excusó su presencia y en su representación envió al duque de Alba para decir a Catalina que desechara el edicto de Amboise y encontrara soluciones punitivas al problema de los herejes.
En 1566, a través del embajador en el Imperio otomano, Guillaume de Grandchamp de Grantrie, y sobre la base de la duradera alianza franco-otomana, Carlos IX y Catalina propusieron a la Sublime Puerta un plan para reubicar a los hugonotes y a los luteranos franceses y alemanes en Moldavia, principado bajo control otomano. El fin era crear una colonia militar y una barrera protectora frente a los Habsburgo. Este plan también tenía la ventaja añadida de la eliminación de los hugonotes de Francia, pero no logró interesar a los otomanos.
El 27 de septiembre de 1567, en una redada conocida como la sorpresa de Meaux, fuerzas de los hugonotes intentaron apresar al rey, lo que reavivó una nueva guerra civil. La corte, tomada por sorpresa, huyó desordenadamente a París. La guerra terminó con la Paz de Longjumeau firmada el 22-23 de marzo de 1568, pero la inestabilidad civil y el derramamiento de sangre continuaron. Asimismo, la Emboscada de Meaux marcó un punto de inflexión en la política de Catalina hacia los hugonotes y a partir de ese momento la reina abandonó el compromiso por una política de represión. En junio de 1568 dijo al embajador veneciano que todo lo que se podía esperar de los hugonotes era el engaño, y elogió la política de terror impuesta por el duque de Alba en los Países Bajos, donde miles de calvinistas y rebeldes fueron condenados a muerte.

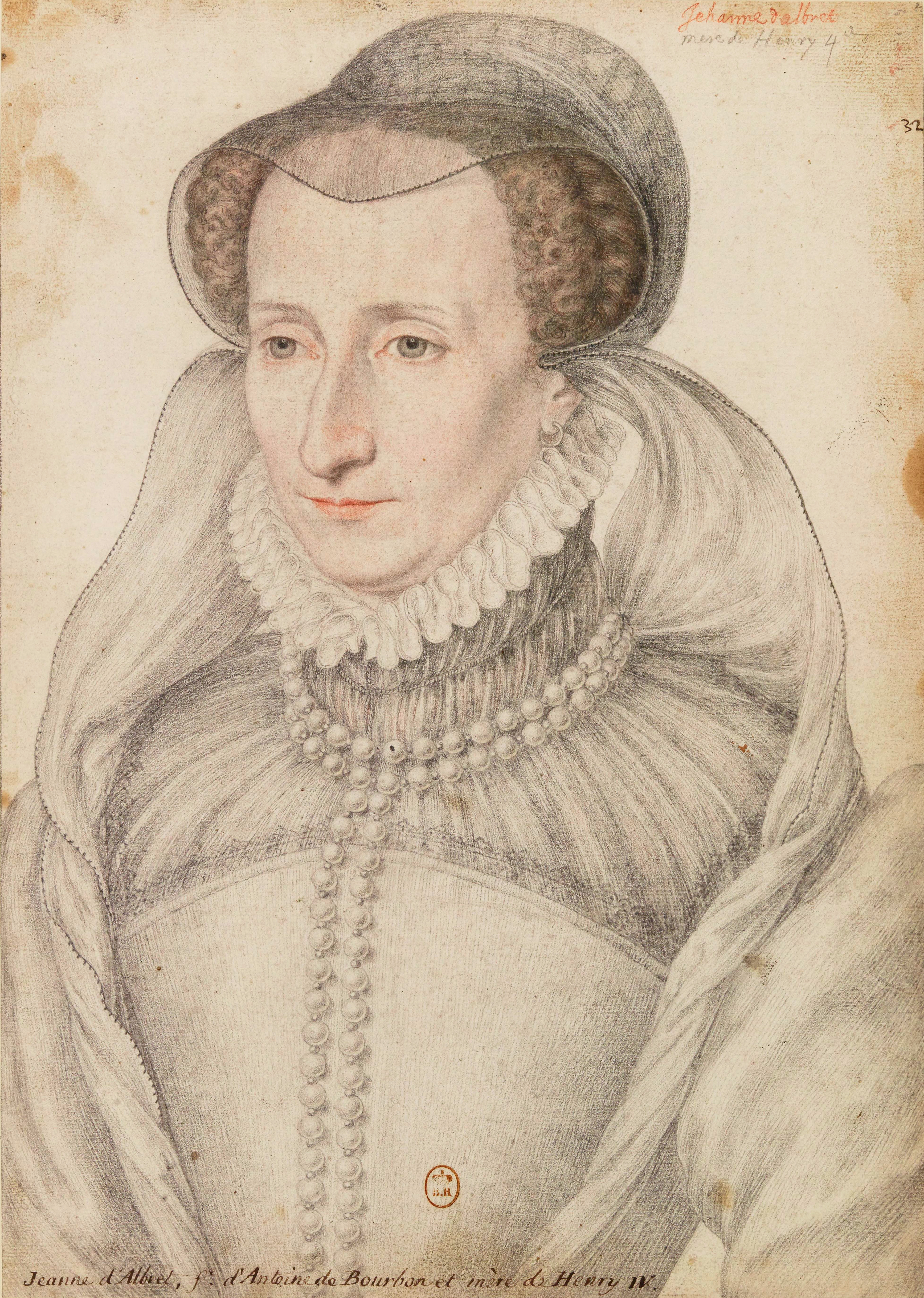
Juana III de Navarra, por François Clouet, 1570.

Los hugonotes se retiraron hasta la ciudad fortificada de La Rochelle en la costa atlántica francesa, donde se les unieron Juana de Albret y su hijo de quince años, Enrique de Borbón. «Hemos llegado a la determinación de morir, todos», escribió Juana a Catalina, «en lugar de abandonar a nuestro Dios y nuestra religión». Catalina llamó a Juana, cuya rebeldía amenazaba a la dinastía Valois, «la mujer más descarada del mundo». A pesar de todo, la Paz de Saint-Germain, firmada el 8 de agosto de 1570 debido a que a que el ejército real se había quedado sin paga, concedió mayor tolerancia a los hugonotes que nunca antes.
Catalina miró por los intereses de la dinastía Valois acordando importantes matrimonios dinásticos. En 1570 Carlos IX se desposó con Isabel de Austria, hija de Maximiliano II, emperador del Sacro Imperio, y también buscó casar a uno de sus dos hijos menores con la reina Isabel I de Inglaterra. Tras la muerte de su hija Isabel en 1568, esposa de Felipe II, propuso que el rey español se casara con su otra hija, Margarita. Después buscó casarla con Enrique III de Navarra, con la esperanza de unir los intereses de los Valois y los Borbones. Sin embargo, Margarita tenía un idilio secreto con Enrique, hijo del último duque de Guisa. Cuando Catalina se enteró de ello, fue a buscarla a su cama junto con el rey y entre ambos la agredieron, rompiendo su ropa de dormir y arrancándole mechones de pelo.
La reina Catalina presionó a Juana de Albret para que acudiera a la corte, diciéndole por escrito que quería ver a sus hijos y prometiéndole que no les haría daño. Juana le contestó: «Perdónadme si, leyendo esto, me dan ganas de reír, porque queréis que no sufra un miedo que nunca he sentido. Nunca he creído que, como dicen algunos, comáis niños». Cuando finalmente Juana fue a la corte, Catalina la presionó duramente y la convenció para casar a su amado hijo con Margarita, al tiempo que Enrique podía seguir siendo hugonote. Sin embargo, estando en París comprando ropa para la boda, Juana enfermó y murió a la edad de 44 años. Los escritores hugonotes acusaron tiempo después a Catalina de haberla asesinado con unos guantes envenenados. La boda se celebró el 18 de agosto de 1572 en la catedral de Notre-Dame de París.

#### Matanza de San Bartolomé

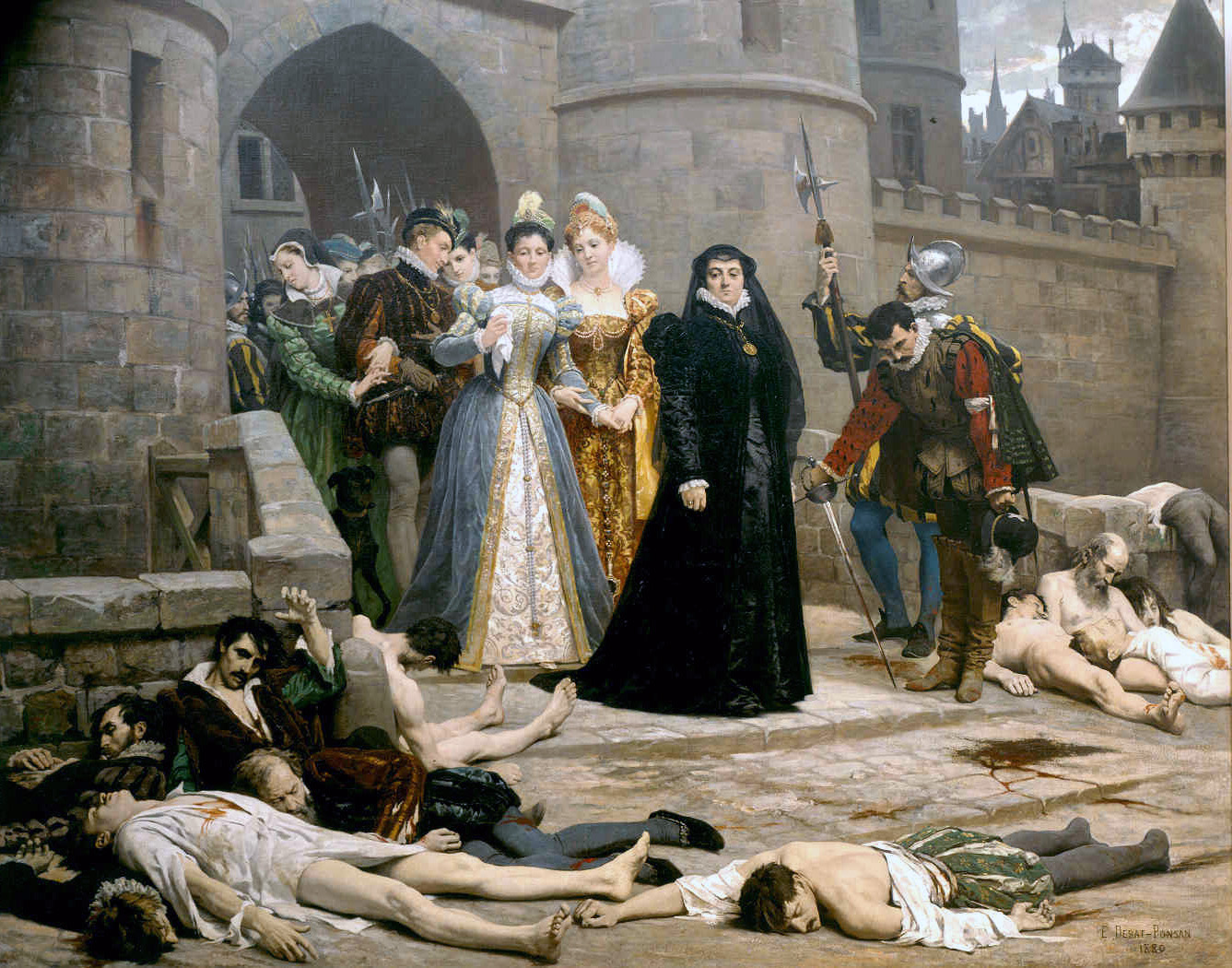
Interpretación decimonónica de la matanza de San Bartolomé en este cuadro de Édouard Debat-Ponsan, Una mañana a las puertas del Louvre. Catalina de Médici aparece en el centro, vestida de negro.

Tres días después el almirante Coligny caminaba de vuelta a sus estancias desde el Louvre cuando sonó un disparo en una casa y resultó herido en la mano y el brazo. Se descubrió un arcabuz humeante en una ventana, pero el culpable ya había escapado por la parte trasera del edificio y huido en un caballo que le esperaba. Coligny fue trasladado a sus alojamientos en el Hôtel de Béthisy, donde el cirujano Ambroise Paré extrajo una bala de su codo y le amputó el dedo herido con un par de tijeras. Catalina, que se dice que recibió la noticia sin emoción, hizo una lacrimógena visita a Coligny y le prometió castigar a su atacante. Muchos historiadores han culpado a la reina del ataque a Coligny, mientras que otros apuntan a la familia Guisa o a un complot entre el papa y los españoles para acabar con la influencia de Coligny sobre el rey de Francia. Sea cual sea la verdad, el baño de sangre que se produjo muy poco después escapó del control de Catalina o de cualquier otro líder.
La matanza de San Bartolomé, que se inició dos días después, ha manchado la reputación de Catalina para siempre. No hay ninguna razón para pensar que ella no tuvo nada que ver en la decisión del rey Carlos IX el día 23 de agosto: «¡Entonces matadlos!, ¡Matadlos a todos!». La idea era clara: Catalina y sus asesores esperaban el levantamiento hugonote para vengar el ataque a Coligny, por lo que eligieron golpear primero y eliminar a todos los líderes hugonotes que todavía estaban en París después de la boda.
La masacre en la capital francesa duró al menos una semana, y se extendió a otras partes del reino, donde persistió hasta el otoño. En palabras del historiador Jules Michelet, «San Bartolomé no fue un día, fue una temporada». El 29 de septiembre, cuando Enrique III de Navarra se arrodilló ante el altar como católico tras haberse convertido para evitar su asesinato, Catalina se giró hacia los embajadores y se echó a reír. De esta época data la leyenda de la malvada reina italiana. Los escritores hugonotes la calificaron como una intrigante italiana que había actuado según los principios de Maquiavelo para acabar con todos sus enemigos de un solo golpe.

### Reinado de Enrique III
Dos años después Catalina enfrentó una nueva crisis con la muerte por pleuresía de Carlos IX, a la edad de 23 años. Las últimas palabras del monarca fueron: «¡Oh, mi madre...!». El día antes de su muerte nombró regente a su madre debido a que su hermano y heredero, Enrique, duque de Anjou, estaba en la Mancomunidad de Polonia-Lituania, de la que era rey desde al año anterior. Sin embargo, tres meses después de su coronación en la catedral de Wawel, Enrique abandonó ese trono para convertirse en rey de Francia. Catalina escribió a su hijo: «Estoy desolada por la escena y por el amor que me mostró hasta el final… Mi único consuelo es verte aquí pronto, como tu reino necesita, y con buena salud, porque si te perdiera, yo misma me enterraría viva contigo».

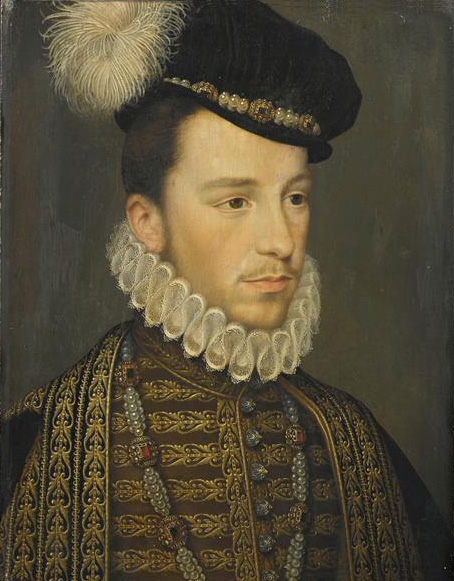
Enrique, duque de Anjou, por Jean Decourt, c. 1573. Siendo rey mostró más interés en asuntos piadosos que en el gobierno de Francia.

Enrique era el hijo favorito de Catalina. A diferencia de sus hermanos, llegó al trono en la edad adulta, y también era más saludable, a pesar de que sufría de unos pulmones débiles y fatiga constante. Su interés en los asuntos de gobierno, sin embargo, resultó irregular, y dependió de Catalina y de su equipo de secretarios hasta las últimas semanas de vida de su madre. A menudo se desentendió del gobierno para dedicar su tiempo a actos de piedad, como peregrinaciones y flagelaciones. Por otra parte, fue famoso por su círculo de favoritos llamado Les Mignons, un grupo de jóvenes frívolos que, según el cronista contemporáneo Pierre de L'Estoile, se hicieron a sí mismos «absolutamente odiosos, tanto por su comportamiento estúpido y arrogante como por sus escandalosas y afeminadas ropas, pero sobre todo por los enormes regalos que el rey les hizo».
Enrique se casó con Luisa de Lorena-Vaudémont en febrero de 1575, dos días después de su coronación. Su elección frustró los planes de Catalina para emparejarlo con una princesa extranjera. Los rumores sobre la incapacidad de Enrique para concebir hijos estaban entonces muy extendidos, y el nuncio papal Salviati observó que «solo con dificultad imaginamos que habrá descendientes… los médicos y todos los que lo conocen bien dicen que tiene una constitución muy débil y no vivirá mucho». Con el paso del tiempo y con las posibilidades de que la pareja real tuviera hijos disminuyendo, el hijo menor de Catalina, Francisco, duque de Alençon y conocido como «Monsieur», interpretó su papel como heredero al trono y explotó repetidamente la anarquía de las guerras civiles, que ya entonces estaban más motivadas por el poder de los nobles que por la religión. Catalina hizo todo lo que estaba en su mano para atraer a Francisco y en una ocasión, en marzo de 1578, leyó para él durante seis horas sobre su peligroso comportamiento subversivo.
En 1576, en un movimiento que puso en peligro el trono de Enrique, Francisco se alió con los príncipes protestantes en contra de la corona, y el 6 de mayo de ese año Catalina hubo de acceder a casi todas las demandas de los hugonotes con el edicto de Beaulieu. El tratado vino a conocerse como la Paz de Monsieur porque se pensaba que Francisco lo había impuesto a la Corona. El duque de Alençon murió de tuberculosis en junio de 1584 tras una desastrosa intervención en los Países Bajos en que su ejército fue masacrado. Al día siguiente Catalina escribió: «Soy tan miserable que estoy viviendo lo suficiente para ver morir muchas personas antes que yo, aunque me doy cuenta de que debe cumplirse la voluntad del Señor, que Él es dueño de todo, y que Él nos presta a los hijos solo el tiempo que él quiere». La muerte de su hijo menor fue una calamidad para los sueños dinásticos de Catalina, pues según la ley sálica solo los varones podían acceder al trono y ahora únicamente el hugonote Enrique de Navarra era el presunto heredero al trono de Francia.
La reina madre había tenido al menos la precaución de casar al navarro con su hija, Margarita. Sin embargo, su hija menor se convirtió en otro dolor de cabeza, al igual que Francisco, y en 1582 Margarita regresó a la corte francesa sin su marido. Catalina la oyó gritar que su esposo tenía amantes, por lo que decidió enviar a Pomponne de Bellièvre a Navarra para intentar arreglar el regreso de Margarita. En 1585 la hija de Catalina volvió al reino de su marido, pero se retiró a su propiedad en Agén y le solicitó dinero a su madre. La reina regente le envió solo el necesario para «tener comida en su mesa». Después de trasladarse a la fortaleza de Carlat, la díscola Margarita tomó un amante llamado d'Aubiac, por lo que su madre se puso en contacto con Enrique para consultarle antes de actuar y así evitar una nueva vergüenza familiar. Como resultado, Margarita fue recluida en el castillo d'Usson y su amante d'Aubiac ejecutado, aunque no delante de ella, como Catalina deseaba. La reina regente alejó a Margarita de ella y nunca más la volvió a ver. 
La reina italiana no fue capaz de controlar a Enrique de la misma manera que había hecho con Francisco y Carlos, y su rol en el gobierno fue como diplomático itinerante. Viajó mucho a lo largo del reino, imponiendo su autoridad y tratando de acabar con la guerra. En 1578 comenzó la tarea de pacificar el sur, y con 59 años se embarcó en un viaje de año y medio por todo el sur de Francia para tratar cara a cara con todos los líderes hugonotes. Estos esfuerzos hicieron que Catalina se ganara un nuevo respeto del pueblo francés, por lo que a su regreso a París en 1579 fue recibida a las afueras de la ciudad por el parlamento y multitud de gente. Gerolamo Lipomanno, embajador veneciano, escribió: «Es una princesa infatigable, nacida para dominar y gobernar a un pueblo tan rebelde como el francés: ellos reconocen ahora sus méritos, su preocupación por la unidad, y sienten no haberlo apreciado antes». Sin embargo, Catalina no se hacía ilusiones y el 25 de noviembre de 1579 escribió al rey: «Está en puertas una revuelta general. Cualquiera que le diga lo contrario es un mentiroso».

#### Liga Católica

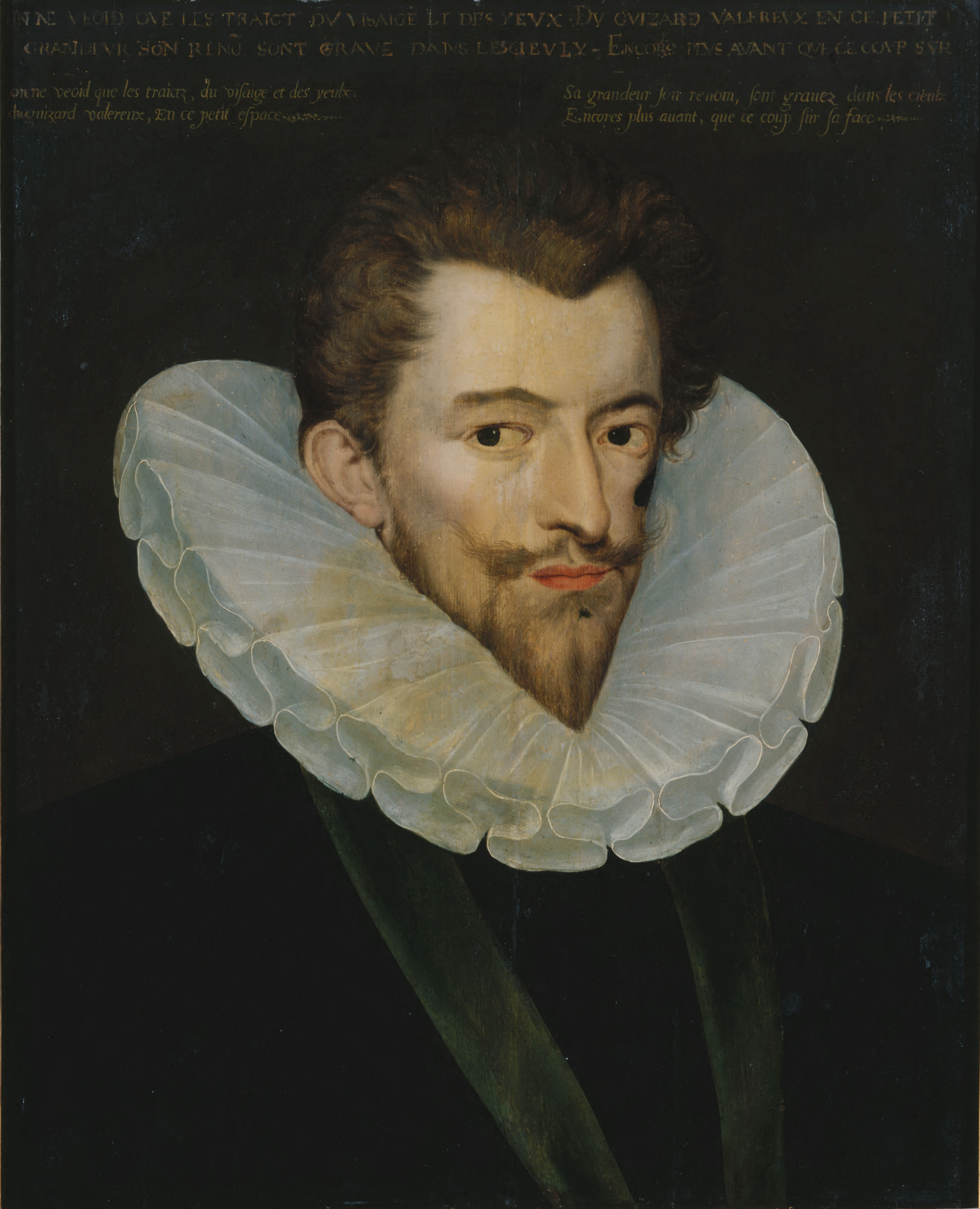
Enrique, duque de Guisa, por Pierre Dumoûtier.

Muchos líderes del catolicismo se horrorizaron por los intentos de Catalina de apaciguar a los hugonotes. Tras el edicto de Beaulieu estos líderes católicos habían empezado a formar ligas locales para proteger su religión. En junio de 1584, la enfermedad y muerte del heredero al trono Francisco de Anjou convirtió al protestante Enrique de Navarra en el nuevo probable heredero bajo la ley sálica. Esto llevó al duque Enrique de Guisa a asumir el liderazgo de la Liga Católica, tras lo que planeó bloquear la sucesión al trono de Enrique de Navarra y poner en su lugar a su tío, el cardenal Carlos de Borbón. Con este fin reclutó a los grandes príncipes, nobles y prelados católicos, firmó el tratado de Joinville con el rey de España y se preparó para hacer la guerra a los «herejes». Para 1585, Enrique III no tenía más remedio que ir a la guerra contra la Liga. Como dijo Catalina, «la paz se lleva en una cachiporra» (bâton porte paix). «Tened cuidado», le escribió al rey, «especialmente sobre vuestra persona. Hay tanta traición que muero de miedo».
Enrique era incapaz de luchar contra los católicos y los protestantes a la vez, pues ambos tenían ejércitos más poderosos que el suyo. El tratado de Nemours, firmado el 7 de julio de 1585, le forzó a ceder a todas las peticiones de la Liga, incluso el pagar a sus tropas. Enrique se alejó de la corte y fue a esconderse realizando un retiro de ayuno y oración, rodeado por unos guardaespaldas conocidos como «Los cuarenta y cinco» mientras dejaba a Catalina a cargo para que solucionara el enredo. La monarquía había perdido el control del país y no estaba en condiciones de ayudar a Inglaterra a defenderse del inminente ataque español. El embajador español dijo al rey Felipe II que el absceso estaba a punto de estallar.
Ya para 1587 la violenta reacción católica contra los protestantes se había extendido a toda Europa. La ejecución de María Estuardo, reina de los escoceses, por orden de Isabel I de Inglaterra, el 18 de febrero de 1587 enfureció a todo el mundo católico. Felipe II de España se preparó para invadir Inglaterra al tiempo que la Liga tomaba el control de muchos de los puertos del norte de Francia para asegurarlos para su armada.

#### Últimos meses y fallecimiento

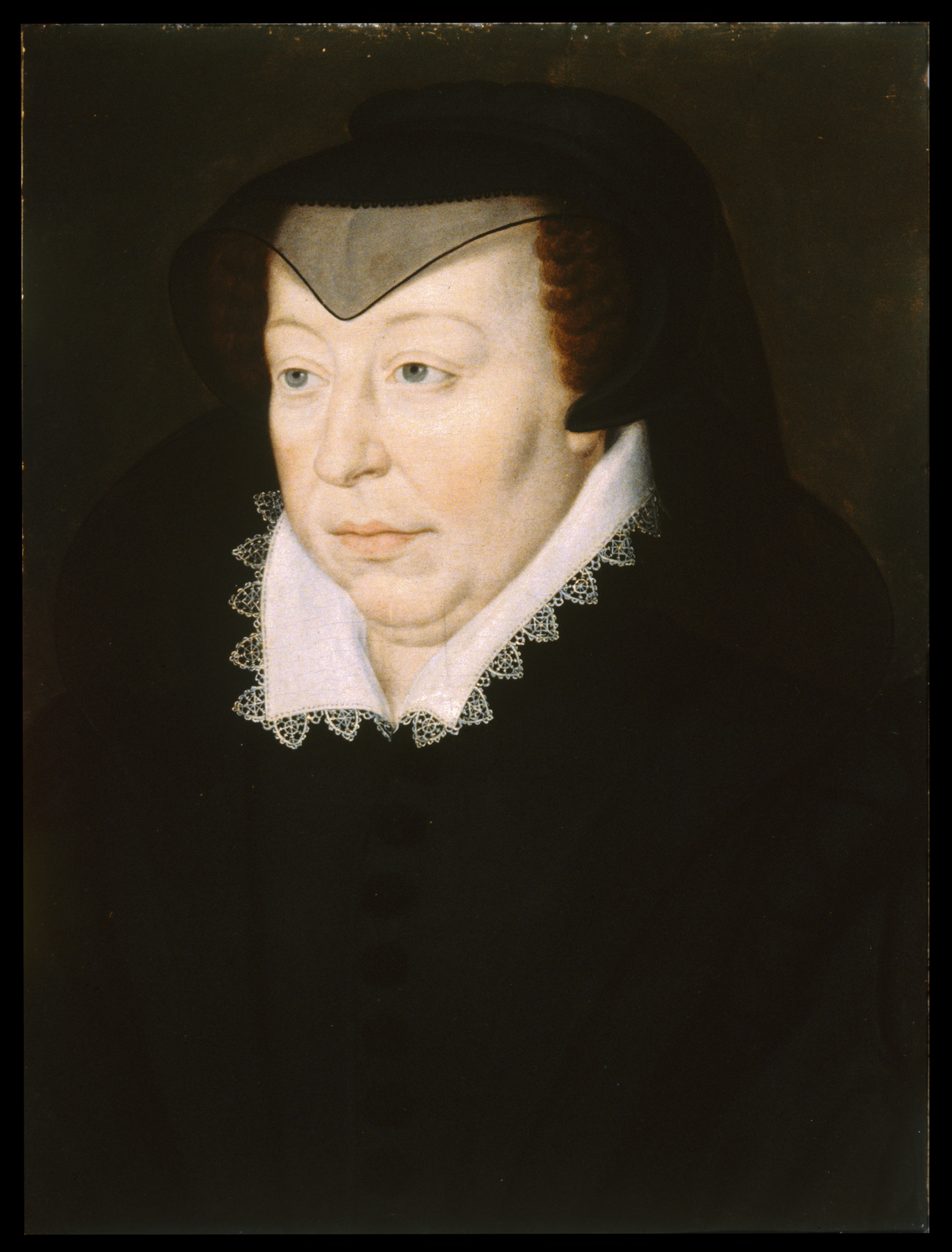
Catalina de Médici, por François Clouet (c. 1580). Durante su larga viudez Catalina siempre vistió de negro en señal de luto.

Enrique contrató tropas suizas para ayudarle a defenderse en París, pero los parisinos reclamaron el derecho a defender su ciudad ellos mismos. El 12 de mayo de 1588 formaron barricadas en las calles y rehusaron recibir órdenes de nadie que no fuera el duque de Guisa. Cuando Catalina trató de ir a misa encontró su camino bloqueado, aunque le permitieron atravesar las barricadas. El cronista L'Estoile reportó que Catalina lloró durante todo su almuerzo de ese día. La reina madre escribió a Bellièvre: «Nunca me he visto en tantos apuros y con tan poca escapatoria». Como era habitual, Catalina aconsejó al rey, quien había abandonado la ciudad justo a tiempo, que llegara a un arreglo y pudiera seguir con vida para luchar otro día. El 15 de junio de 1588 Enrique firmó el Acta de Unión, en la que accedía a todas las más recientes peticiones de la Liga.
El 8 de septiembre de 1588 en Blois, donde se había reunido la corte para celebrar una asamblea de los Estados Generales, Enrique destituyó a todos sus ministros sin previo aviso. Catalina, en cama por culpa de una infección pulmonar, había sido dejada a oscuras al respecto. Las acciones del rey pusieron fin de manera efectiva a los días de poder de Catalina.

En la reunión de los Estados, Enrique dio gracias a Catalina por todo lo que había hecho, y la llamó no solo madre del rey, sino también madre del Estado. Enrique no contó a su madre sobre sus planes de solución a sus problemas. El 23 de diciembre de 1588 llamó al duque de Guisa para entrevistarse con él en el castillo de Blois, donde nada más entrar en la cámara del rey fue atravesado por las espadas de los cuarenta y cinco guardias de Enrique, y murió a los pies de la cama del monarca. Al mismo tiempo, ocho miembros de la casa de Guisa fueron detenidos, incluido el hermano del duque, el cardenal Luis II, que fue asesinado al día siguiente por los hombres de Enrique III en las mazmorras del palacio. Inmediatamente después de la muerte del duque de Guisa, Enrique entró en la habitación de su madre y le dijo: «Por favor, perdonadme. Monsieur de Guisa está muerto. No se volverá a hablar de él. He ordenado que lo maten. Le he hecho a él lo que él iba a hacerme a mí». No conocemos la reacción inmediata de Catalina al respecto, pero el día de Navidad, le dijo a un fraile: «¡Ay, desdichado hombre! ¿Qué ha hecho?... Rogad por él... Le veo caminando a pasos largos hacia su ruina». La reina madre visitó a su viejo amigo, el cardenal de Borbón, el 1 de enero de 1589 para contarle que pronto sería liberado, pero él le gritó «Vuestras palabras, señora, nos han llevado a todos a esta carnicería». Ella se marchó llorando.

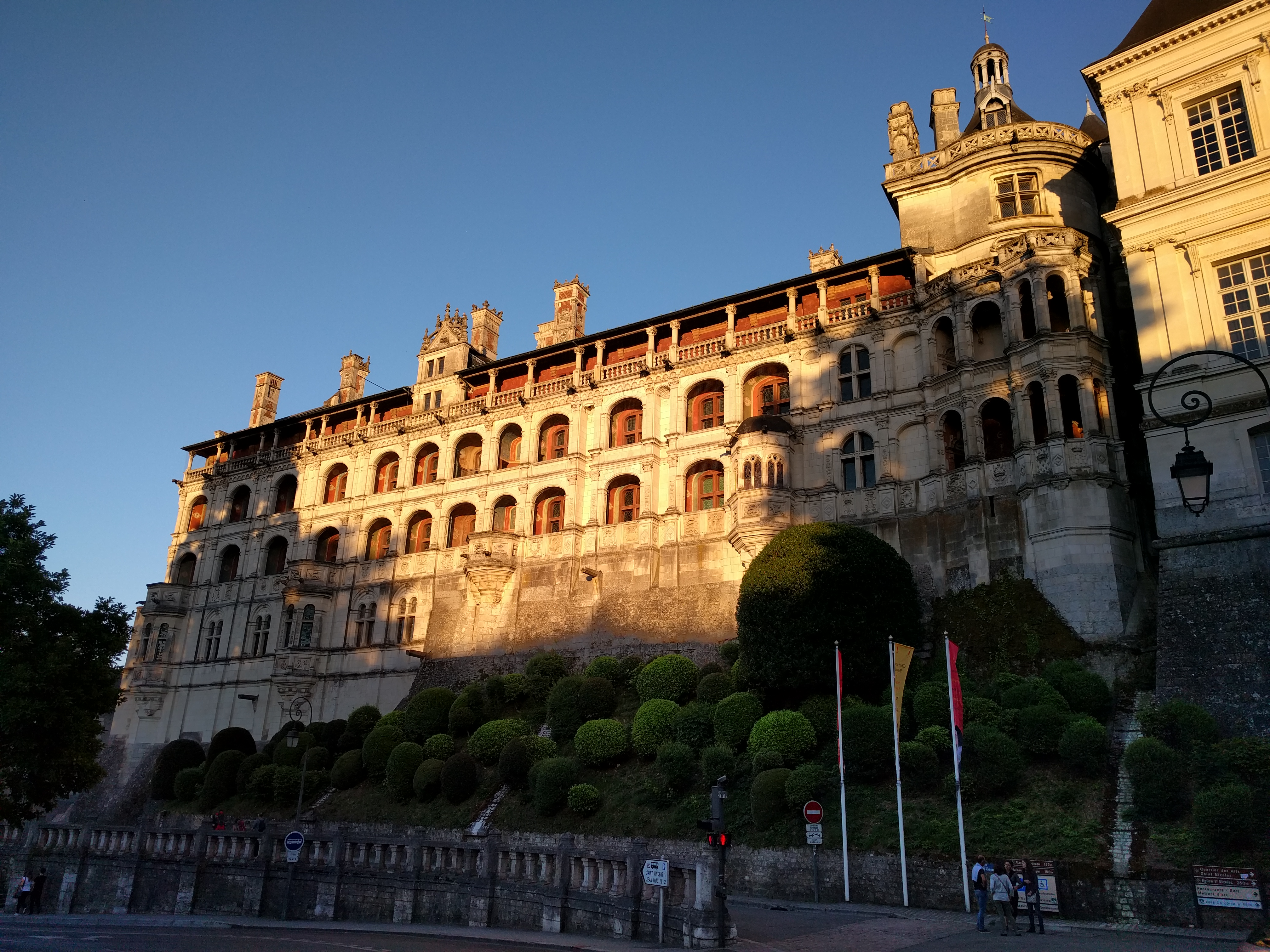
El castillo de Blois en el que murió Catalina de Médici el 5 de enero de 1589.

Solo cuatro días después, el 5 de enero de 1589, Catalina murió a los 69 años, probablemente de una pleuresía. L'Estoile escribió: «Los cercanos a ella creían que su vida se había acortado por el malestar con las acciones de su hijo». Añadió que había muerto nada más ser tratada con la misma consideración que se le da una cabra muerta. Puesto que París había sido capturada por enemigos de la corona, Catalina hubo de ser enterrada provisionalmente en Blois. Ocho meses después del entierro de Catalina, un fraile llamado Jacques Clément apuñaló a su hijo Enrique III hasta la muerte. Para ese entonces el rey estaba asediando París junto a las tropas del rey de Navarra, quien le sucedería como Enrique IV de Francia y pondría fin a casi tres siglos de gobierno de la dinastía Valois para dar paso a la dinastía Borbón.  
Años después, Diana, hija de Enrique II y Filippa Duci, trasladó el cuerpo de Catalina a la basílica de Saint-Denis. En 1789, una turba revolucionaria profanó sus restos y los arrojó a una fosa común junto con los de otros reyes y reinas.

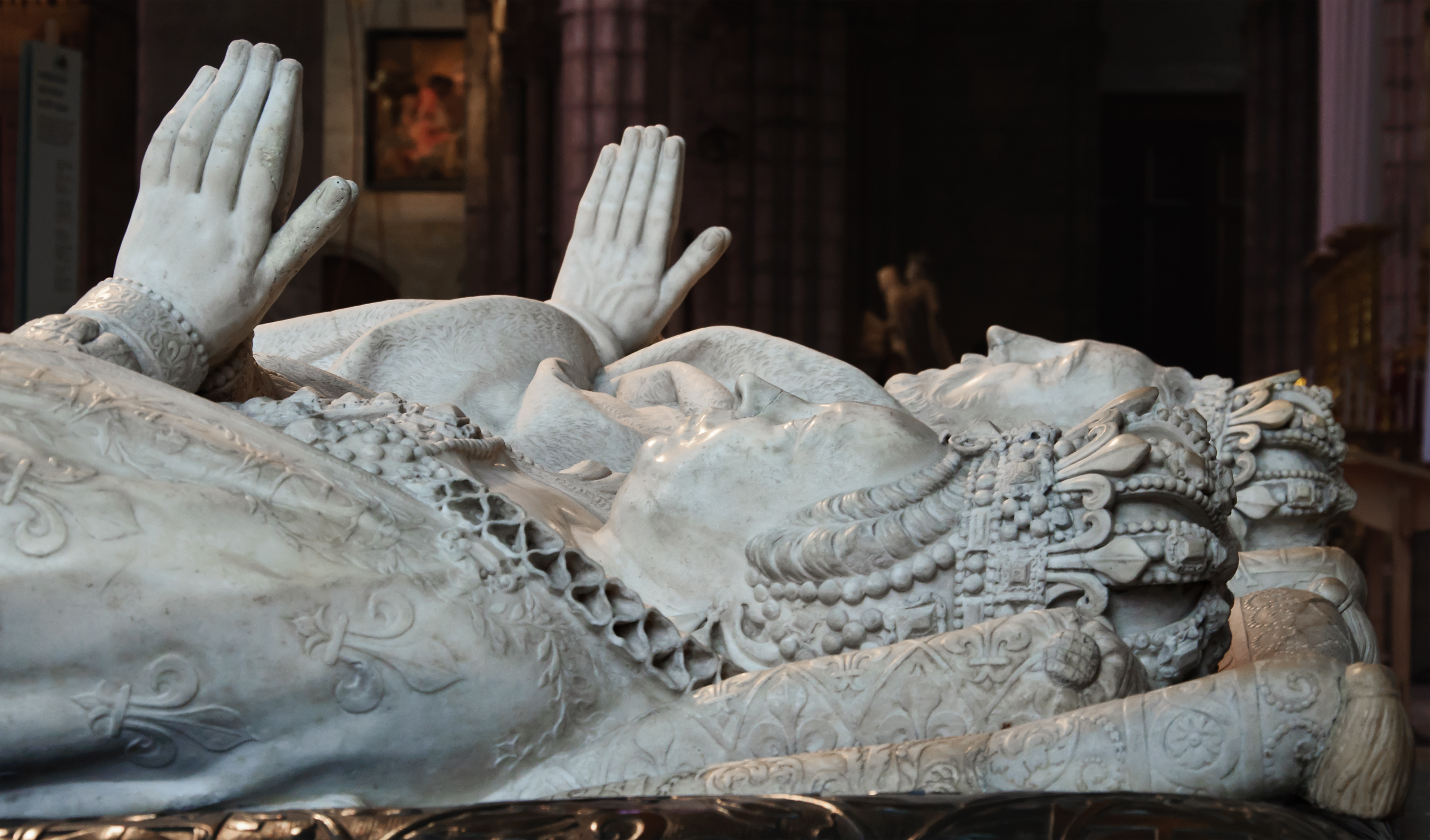
Efigies de Catalina de Médici y Enrique II, por Germain Pilon (1583). Basílica de Saint-Denis.

Más tarde se afirmó que Enrique IV dijo de Catalina:

Os pregunto, ¿qué podía hacer una mujer, dejada con cinco niños pequeños en sus brazos tras la muerte de su esposo, y dos familias de Francia codiciando la corona, nosotros mismos [los Borbones] y los de Guisa? ¿No se vio obligada a jugar roles extraños para engañar primero a la una y luego a la otra, para salvaguardar, como ella hizo, a sus hijos, que reinaron sucesivamente gracias a la sabia conducta de esta astuta mujer? Me sorprende que nunca lo hiciera peor.

## Mecenas de las artes

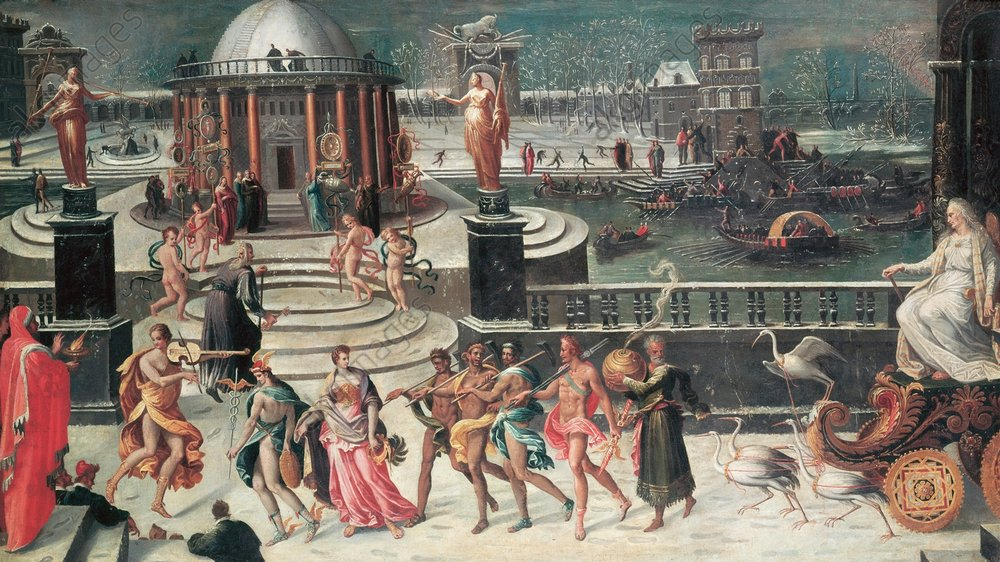
El triunfo del invierno, de Antoine Caron, c. 1568. Estas composiciones alegóricas recreaban las grandes fiestas celebradas en la corte de Catalina de Médici.

Catalina creía en el ideal humanista del sabio príncipe renacentista cuya autoridad dependía tanto de las letras como de las armas. Su suegro Francisco I de Francia fue un ejemplo, pues había reunido en su corte a algunos de los mejores artistas de Europa; otro lo fueron sus antepasados los Médici, los más famosos mecenas de las artes del Renacimiento italiano. En una época de guerras civiles y declive de la monarquía, Catalina buscó reforzar el prestigio real a través de una espléndida exhibición cultural. Una vez que se hizo con el control del Tesoro Real, estableció un programa de mecenazgo artístico que duró tres décadas, tiempo durante el cual la reina ejerció el patronazgo sobre lo más granado de la cultura del Renacimiento tardío francés en todas las ramas de las artes.
El inventario del Hôtel de la Reine realizado tras la muerte de Catalina reveló que la reina había sido una gran coleccionista. Entre sus posesiones había tapices, mapas, esculturas, tejidos de calidad, muebles de ébano con incrustaciones de marfil, juegos de porcelana china y cerámicas de Limoges, además de cientos de retratos, una moda que se había desarrollado en vida de Catalina. Muchos de los retratos de su colección eran obra de Jean Clouet (1480-1541) y de su hijo François Clouet (c. 1510-1572), autor este último de los retratos de todos los miembros de la familia de Catalina y otros personajes de la corte. Después de la muerte de la reina se puede observar un marcado descenso en la calidad de los retratos franceses y hacia 1610 la escuela patrocinada por los Valois y llevada a su cima por François Clouet casi había desaparecido.
Más allá de los retratos, sabemos poco de la pintura en la corte de Catalina de Médici. En las dos últimas décadas de su vida solo destacaron dos pintores: Jean Cousin el Joven (c. 1522-c. 1594), del que sobreviven muy pocas obras, y Antoine Caron (c. 1521-1599), que se convirtió en pintor oficial de Catalina después de trabajar con Francesco Primaticcio en Fontainebleau. El vívido manierismo de Caron, con su amor por lo ceremonial y su preocupación por las masacres, refleja la atmósfera neurótica de la corte francesa durante las guerras de religión. Muchas de las pinturas de Caron, como el Triunfo de las Estaciones, tratan temas alegóricos que se hacen eco de las grandes fiestas por las que fue famosa la corte de Catalina. Sus diseños para los tapices Valois celebran fiestas, picnics y simulacros de batallas de los «magníficos» espectáculos organizados por Catalina. Así, Caron refleja eventos como el que tuvo lugar en Fontainebleau en 1564, el de Bayona en 1565 para la cumbre con la corte española y el desarrollado en las Tullerías en 1573 durante la visita de los embajadores polacos que ofrecieron la corona de Polonia al hijo de Catalina, Enrique de Anjou. La biógrafa Leonie Frieda sugiere que «Catalina, más que nadie, inauguró los fantásticos espectáculos por los que también serían famosas las cortes francesas posteriores».

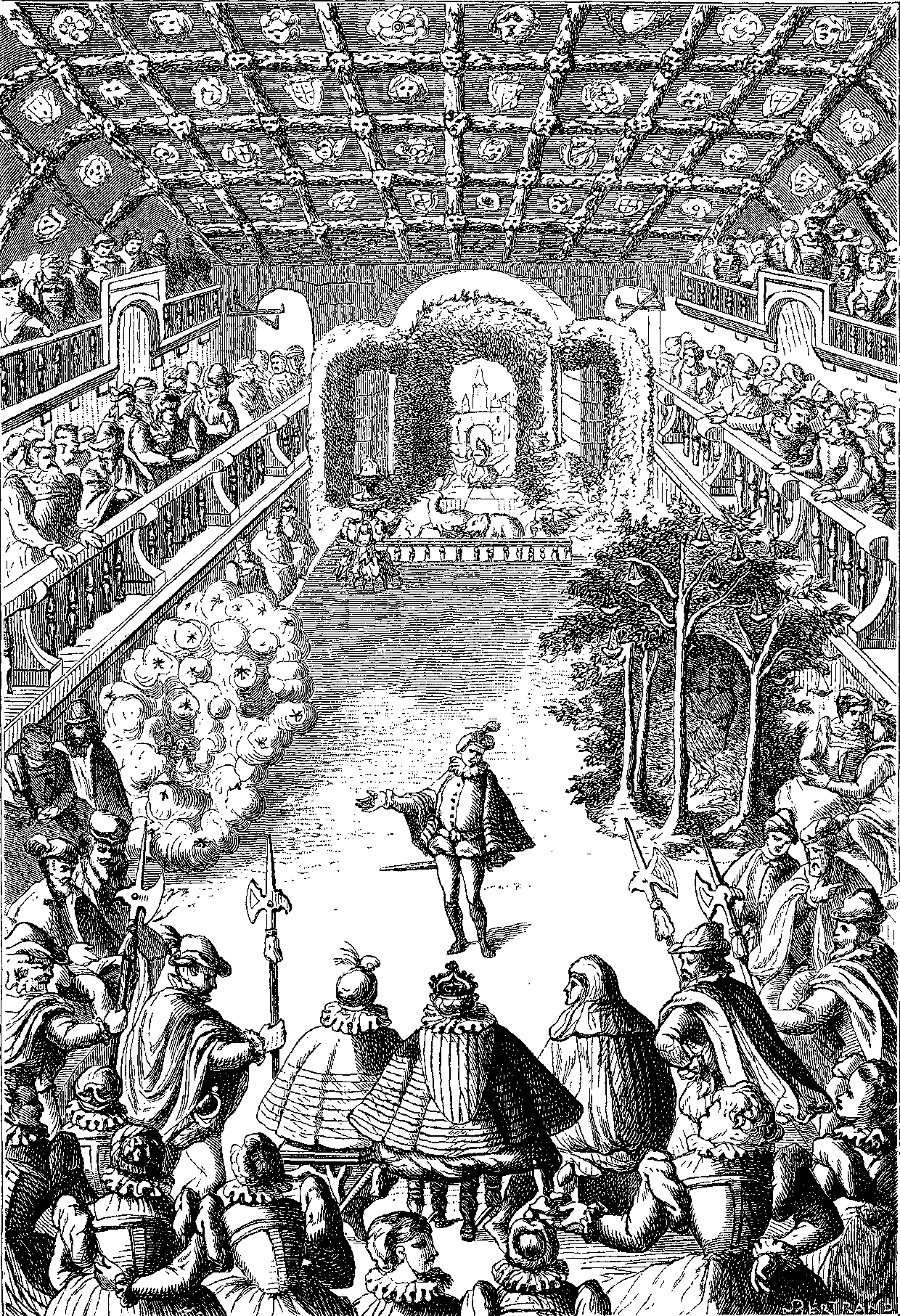
El Ballet cómico de la Reina en un grabado de 1582 de Jacques Patin.

Los espectáculos musicales, en particular, permitieron a Catalina expresar sus dotes creativas. Estos estaban generalmente dedicados al ideal de paz en el reino y basados en temas mitológicos. Para crear los dramas, la música y los efectos escénicos necesarios la reina recurrió a los mejores artistas y arquitectos de la época, y la historiadora Frances Yates no ha dudado en calificarla como «una gran artista creadora de festivales». No en vano, la monarca franco-italiana introdujo cambios graduales en los espectáculos tradicionales: por ejemplo, incrementó la importancia de las danzas en los números que constituían los puntos culminantes de las fiestas. De estos avances creativos emergió una nueva forma de arte, el ballet cortesano. El Ballet cómico de la Reina de 1581, una fusión de danza, música, poesía y escenografía, es reconocido por los estudiosos como el primer ballet auténtico.
De entre todas las artes, el gran amor de Catalina de Médici fue la arquitectura. «Como hija de los Médici», afirma el historiador francés del arte Jean-Pierre Babelon, «estuvo impulsada por la pasión de la construcción y el deseo de legar grandes logros tras su muerte». Así, tras el fallecimiento de su esposo Enrique II, Catalina se dispuso a inmortalizar la memoria de su marido y engrandecer a la dinastía Valois a través de una serie de costosos proyectos arquitectónicos, entre ellos las intervenciones en los castillos de Montceaux-en-Brie, Saint-Maur-des-Fossés y Chenonceau. Además ordenó construir dos nuevos palacios en París: las Tullerías y el Hôtel de la Reine. Intervino en la planificación y supervisión de todos estos proyectos arquitectónicos.
Catalina mandó tallar emblemas de su amor y dolor en las sillerías de piedra de todos sus edificios. Los poetas la ensalzaron como la nueva Artemisia, en comparación con Artemisia II de Caria, que construyó el célebre Mausoleo de Halicarnaso como tumba para su marido. Como pieza central de una ambiciosa nueva capilla, encargó crear una magnífica tumba para Enrique II en la basílica de Saint-Denis que sería diseñada por Francesco Primaticcio (1504-1570) y tendría esculturas de Germain Pilon (1528-1590). El historiador del arte Henri Zerner ha destacado este monumento como «la última y más brillante de las tumbas reales del Renacimiento». La reina también encargó a Germain Pilon la realización de la escultura de mármol que contiene el corazón de Enrique II. Grabado en la base de esta escultura hay un poema de Pierre de Ronsard que le dice al lector que no se maraville de que un recipiente tan pequeño contenga un corazón tan grande, porque el corazón real de Enrique reside en el pecho de Catalina.
Aunque Catalina de Médici gastó enormes sumas de dinero en las artes, gran parte de su mecenazgo no dejó legado permanente. El fin de la dinastía Valois muy poco después de su fallecimiento trajo un cambio en las prioridades.

## Familia

### Ancestros
| \| \| \| \| \| \| \| \| \| \| \| \| \| \| \| \| \| \| \| \| Pedro de Cosme de Médici \| \| \| \| \| \| \| \| \| \| \| \| \| \| \| \| \| \| \| \| \| \| \| \| \| \| \| \| \| \| \| \| \| \| \| \| \| \| \| \| \| \| \| \| \| \| \| \| \| \| \| \| \| \| Lorenzo de Médici \| \| \| \| \| \| \| \| \| \| \| \| \| \| \| \| \| \| \| \| \| \| \| \| \| \| \| \| \| \| \| \| \| \| \| \| \| \| \| \| \| \| \| \| \| \| \| \| \| \| \| \| \| \| Lucrecia Tornabuoni \| \| \| \| \| \| \| \| \| \| \| \| \| \| \| \| \| \| \| \| \| \| \| \| \| \| \| \| \| \| \| \| \| \| \| \| \| \| \| \| \| \| \| \| \| \| \| \| \| \| \| \| \| \| Piero de Médici \| \| \| \| \| \| \| \| \| \| \| \| \| \| \| \| \| \| \| \| \| \| \| \| \| \| \| \| \| \| \| \| \| \| \| \| \| \| \| \| \| \| \| \| \| \| \| \| \| \| \| \| \| \| Jacopo Orsini, señor de Monterotondo \| \| \| \| \| \| \| \| \| \| \| \| \| \| \| \| \| \| \| \| \| \| \| \| \| \| \| \| \| \| \| \| \| \| \| \| \| \| \| \| \| \| \| \| \| \| \| \| \| \| \| \| \| \| Clarice Orsini \| \| \| \| \| \| \| \| \| \| \| \| \| \| \| \| \| \| \| \| \| \| \| \| \| \| \| \| \| \| \| \| \| \| \| \| \| \| \| \| \| \| \| \| \| \| \| \| \| \| \| \| \| \| Maddalena Orsini \| \| \| \| \| \| \| \| \| \| \| \| \| \| \| \| \| \| \| \| \| \| \| \| \| \| \| \| \| \| \| \| \| \| \| \| \| \| \| \| \| \| \| \| \| \| \| \| \| \| \| \| \| \| Lorenzo II de Médici \| \| \| \| \| \| \| \| \| \| \| \| \| \| \| \| \| \| \| \| \| \| \| \| \| \| \| \| \| \| \| \| \| \| \| \| \| \| \| \| \| \| \| \| \| \| \| \| \| \| \| \| \| \| Carlo Orsini, señor de Bracciano \| \| \| \| \| \| \| \| \| \| \| \| \| \| \| \| \| \| \| \| \| \| \| \| \| \| \| \| \| \| \| \| \| \| \| \| \| \| \| \| \| \| \| \| \| \| \| \| \| \| \| \| \| \| Roberto Orsini, conde de Tagliacozzo \| \| \| \| \| \| \| \| \| \| \| \| \| \| \| \| \| \| \| \| \| \| \| \| \| \| \| \| \| \| \| \| \| \| \| \| \| \| \| \| \| \| \| \| \| \| \| \| \| \| \| \| \| \| Paola Orsini \| \| \| \| \| \| \| \| \| \| \| \| \| \| \| \| \| \| \| \| \| \| \| \| \| \| \| \| \| \| \| \| \| \| \| \| \| \| \| \| \| \| \| \| \| \| \| \| \| \| \| \| \| \| Alfonsina Orsini \| \| \| \| \| \| \| \| \| \| \| \| \| \| \| \| \| \| \| \| \| \| \| \| \| \| \| \| \| \| \| \| \| \| \| \| \| \| \| \| \| \| \| \| \| \| \| \| \| \| \| \| \| \| Amerigo Sanseverino, conde de Capaccio \| \| \| \| \| \| \| \| \| \| \| \| \| \| \| \| \| \| \| \| \| \| \| \| \| \| \| \| \| \| \| \| \| \| \| \| \| \| \| \| \| \| \| \| \| \| \| \| \| \| \| \| \| \| Caterina Sanseverino \| \| \| \| \| \| \| \| \| \| \| \| \| \| \| \| \| \| \| \| \| \| \| \| \| \| \| \| \| \| \| \| \| \| \| \| \| \| \| \| \| \| \| \| \| \| \| \| \| \| \| \| \| \| Margherita Sanseverino \| \| \| \| \| \| \| \| \| \| \| \| \| \| \| \| \| \| \| \| \| \| \| \| \| \| \| \| \| \| \| \| \| \| \| \| \| \| \| \| \| \| \| \| \| \| \| \| \| \| \| \| \| \| Caterina Maria Romula di Lorenzo de' Medici \| \| \| \| \| \| \| \| \| \| \| \| \| \| \| \| \| \| \| \| \| \| \| \| \| \| \| \| \| \| \| \| \| \| \| \| \| \| \| \| \| \| \| \| \| \| \| \| \| \| \| \| \| \| Beltrán V de Auvernia \| \| \| \| \| \| \| \| \| \| \| \| \| \| \| \| \| \| \| \| \| \| \| \| \| \| \| \| \| \| \| \| \| \| \| \| \| \| \| \| \| \| \| \| \| \| \| \| \| \| \| \| \| \| Beltrán VI de Auvernia \| \| \| \| \| \| \| \| \| \| \| \| \| \| \| \| \| \| \| \| \| \| \| \| \| \| \| \| \| \| \| \| \| \| \| \| \| \| \| \| \| \| \| \| \| \| \| \| \| \| \| \| \| \| Jacquette du Peschin \| \| \| \| \| \| \| \| \| \| \| \| \| \| \| \| \| \| \| \| \| \| \| \| \| \| \| \| \| \| \| \| \| \| \| \| \| \| \| \| \| \| \| \| \| \| \| \| \| \| \| \| \| \| Juan III de Auvernia \| \| \| \| \| \| \| \| \| \| \| \| \| \| \| \| \| \| \| \| \| \| \| \| \| \| \| \| \| \| \| \| \| \| \| \| \| \| \| \| \| \| \| \| \| \| \| \| \| \| \| \| \| \| Georges de la Trémoille \| \| \| \| \| \| \| \| \| \| \| \| \| \| \| \| \| \| \| \| \| \| \| \| \| \| \| \| \| \| \| \| \| \| \| \| \| \| \| \| \| \| \| \| \| \| \| \| \| \| \| \| \| \| Louise de La Trémoïlle \| \| \| \| \| \| \| \| \| \| \| \| \| \| \| \| \| \| \| \| \| \| \| \| \| \| \| \| \| \| \| \| \| \| \| \| \| \| \| \| \| \| \| \| \| \| \| \| \| \| \| \| \| \| Catalina de L'Isle-Bouchard \| \| \| \| \| \| \| \| \| \| \| \| \| \| \| \| \| \| \| \| \| \| \| \| \| \| \| \| \| \| \| \| \| \| \| \| \| \| \| \| \| \| \| \| \| \| \| \| \| \| \| \| \| \| Magdalena de la Tour d'Auvergne \| \| \| \| \| \| \| \| \| \| \| \| \| \| \| \| \| \| \| \| \| \| \| \| \| \| \| \| \| \| \| \| \| \| \| \| \| \| \| \| \| \| \| \| \| \| \| \| \| \| \| \| \| \| Luis I de Vendôme \| \| \| \| \| \| \| \| \| \| \| \| \| \| \| \| \| \| \| \| \| \| \| \| \| \| \| \| \| \| \| \| \| \| \| \| \| \| \| \| \| \| \| \| \| \| \| \| \| \| \| \| \| \| Juan VIII de Vendôme \| \| \| \| \| \| \| \| \| \| \| \| \| \| \| \| \| \| \| \| \| \| \| \| \| \| \| \| \| \| \| \| \| \| \| \| \| \| \| \| \| \| \| \| \| \| \| \| \| \| \| \| \| \| Juana de Laval \| \| \| \| \| \| \| \| \| \| \| \| \| \| \| \| \| \| \| \| \| \| \| \| \| \| \| \| \| \| \| \| \| \| \| \| \| \| \| \| \| \| \| \| \| \| \| \| \| \| \| \| \| \| Juana de Borbón, duquesa de Borbón \| \| \| \| \| \| \| \| \| \| \| \| \| \| \| \| \| \| \| \| \| \| \| \| \| \| \| \| \| \| \| \| \| \| \| \| \| \| \| \| \| \| \| \| \| \| \| \| \| \| \| \| \| \| Luis de Beauvau, senescal de Anjou \| \| \| \| \| \| \| \| \| \| \| \| \| \| \| \| \| \| \| \| \| \| \| \| \| \| \| \| \| \| \| \| \| \| \| \| \| \| \| \| \| \| \| \| \| \| \| \| \| \| \| \| \| \| Isabel de Beauveau \| \| \| \| \| \| \| \| \| \| \| \| \| \| \| \| \| \| \| \| \| \| \| \| \| \| \| \| \| \| \| \| \| \| \| \| \| \| \| \| \| \| \| \| \| \| \| \| \| \| \| \| \| \| Margarita de Chambley \| \| \| \| \| \| \| \| \| \| \| \| \| \| \| \| \| \| \| \| \| \| \| \| \| \| \| \| \| \| \| \| \| \| \| \| \| \| \| \| \| \| \| \| \| \| \| \| \| \| \| \| |                                             |  |  |  |  |  |  |  |  |  |  |  |  |  |  |  |
| |                                             |  |  |  |  |  |  |  |  |  |  |  |  |  |  |  |
| | Pedro de Cosme de Médici                    |  |  |  |  |  |  |  |  |  |  |  |  |  |  |  |
| |                                             |  |  |  |  |  |  |  |  |  |  |  |  |  |  |  |
| |                                             |  |  |  |  |  |  |  |  |  |  |  |  |  |  |  |
| | Lorenzo de Médici                           |  |  |  |  |  |  |  |  |  |  |  |  |  |  |  |
| |                                             |  |  |  |  |  |  |  |  |  |  |  |  |  |  |  |
| |                                             |  |  |  |  |  |  |  |  |  |  |  |  |  |  |  |
| | Lucrecia Tornabuoni                         |  |  |  |  |  |  |  |  |  |  |  |  |  |  |  |
| |                                             |  |  |  |  |  |  |  |  |  |  |  |  |  |  |  |
| |                                             |  |  |  |  |  |  |  |  |  |  |  |  |  |  |  |
| | Piero de Médici                             |  |  |  |  |  |  |  |  |  |  |  |  |  |  |  |
| |                                             |  |  |  |  |  |  |  |  |  |  |  |  |  |  |  |
| |                                             |  |  |  |  |  |  |  |  |  |  |  |  |  |  |  |
| | Jacopo Orsini, señor de Monterotondo        |  |  |  |  |  |  |  |  |  |  |  |  |  |  |  |
| |                                             |  |  |  |  |  |  |  |  |  |  |  |  |  |  |  |
| |                                             |  |  |  |  |  |  |  |  |  |  |  |  |  |  |  |
| | Clarice Orsini                              |  |  |  |  |  |  |  |  |  |  |  |  |  |  |  |
| |                                             |  |  |  |  |  |  |  |  |  |  |  |  |  |  |  |
| |                                             |  |  |  |  |  |  |  |  |  |  |  |  |  |  |  |
| | Maddalena Orsini                            |  |  |  |  |  |  |  |  |  |  |  |  |  |  |  |
| |                                             |  |  |  |  |  |  |  |  |  |  |  |  |  |  |  |
| |                                             |  |  |  |  |  |  |  |  |  |  |  |  |  |  |  |
| | Lorenzo II de Médici                        |  |  |  |  |  |  |  |  |  |  |  |  |  |  |  |
| |                                             |  |  |  |  |  |  |  |  |  |  |  |  |  |  |  |
| |                                             |  |  |  |  |  |  |  |  |  |  |  |  |  |  |  |
| | Carlo Orsini, señor de Bracciano            |  |  |  |  |  |  |  |  |  |  |  |  |  |  |  |
| |                                             |  |  |  |  |  |  |  |  |  |  |  |  |  |  |  |
| |                                             |  |  |  |  |  |  |  |  |  |  |  |  |  |  |  |
| | Roberto Orsini, conde de Tagliacozzo        |  |  |  |  |  |  |  |  |  |  |  |  |  |  |  |
| |                                             |  |  |  |  |  |  |  |  |  |  |  |  |  |  |  |
| |                                             |  |  |  |  |  |  |  |  |  |  |  |  |  |  |  |
| | Paola Orsini                                |  |  |  |  |  |  |  |  |  |  |  |  |  |  |  |
| |                                             |  |  |  |  |  |  |  |  |  |  |  |  |  |  |  |
| |                                             |  |  |  |  |  |  |  |  |  |  |  |  |  |  |  |
| | Alfonsina Orsini                            |  |  |  |  |  |  |  |  |  |  |  |  |  |  |  |
| |                                             |  |  |  |  |  |  |  |  |  |  |  |  |  |  |  |
| |                                             |  |  |  |  |  |  |  |  |  |  |  |  |  |  |  |
| | Amerigo Sanseverino, conde de Capaccio      |  |  |  |  |  |  |  |  |  |  |  |  |  |  |  |
| |                                             |  |  |  |  |  |  |  |  |  |  |  |  |  |  |  |
| |                                             |  |  |  |  |  |  |  |  |  |  |  |  |  |  |  |
| | Caterina Sanseverino                        |  |  |  |  |  |  |  |  |  |  |  |  |  |  |  |
| |                                             |  |  |  |  |  |  |  |  |  |  |  |  |  |  |  |
| |                                             |  |  |  |  |  |  |  |  |  |  |  |  |  |  |  |
| | Margherita Sanseverino                      |  |  |  |  |  |  |  |  |  |  |  |  |  |  |  |
| |                                             |  |  |  |  |  |  |  |  |  |  |  |  |  |  |  |
| |                                             |  |  |  |  |  |  |  |  |  |  |  |  |  |  |  |
| | Caterina Maria Romula di Lorenzo de' Medici |  |  |  |  |  |  |  |  |  |  |  |  |  |  |  |
| |                                             |  |  |  |  |  |  |  |  |  |  |  |  |  |  |  |
| |                                             |  |  |  |  |  |  |  |  |  |  |  |  |  |  |  |
| | Beltrán V de Auvernia                       |  |  |  |  |  |  |  |  |  |  |  |  |  |  |  |
| |                                             |  |  |  |  |  |  |  |  |  |  |  |  |  |  |  |
| |                                             |  |  |  |  |  |  |  |  |  |  |  |  |  |  |  |
| | Beltrán VI de Auvernia                      |  |  |  |  |  |  |  |  |  |  |  |  |  |  |  |
| |                                             |  |  |  |  |  |  |  |  |  |  |  |  |  |  |  |
| |                                             |  |  |  |  |  |  |  |  |  |  |  |  |  |  |  |
| | Jacquette du Peschin                        |  |  |  |  |  |  |  |  |  |  |  |  |  |  |  |
| |                                             |  |  |  |  |  |  |  |  |  |  |  |  |  |  |  |
| |                                             |  |  |  |  |  |  |  |  |  |  |  |  |  |  |  |
| | Juan III de Auvernia                        |  |  |  |  |  |  |  |  |  |  |  |  |  |  |  |
| |                                             |  |  |  |  |  |  |  |  |  |  |  |  |  |  |  |
| |                                             |  |  |  |  |  |  |  |  |  |  |  |  |  |  |  |
| | Georges de la Trémoille                     |  |  |  |  |  |  |  |  |  |  |  |  |  |  |  |
| |                                             |  |  |  |  |  |  |  |  |  |  |  |  |  |  |  |
| |                                             |  |  |  |  |  |  |  |  |  |  |  |  |  |  |  |
| | Louise de La Trémoïlle                      |  |  |  |  |  |  |  |  |  |  |  |  |  |  |  |
| |                                             |  |  |  |  |  |  |  |  |  |  |  |  |  |  |  |
| |                                             |  |  |  |  |  |  |  |  |  |  |  |  |  |  |  |
| | Catalina de L'Isle-Bouchard                 |  |  |  |  |  |  |  |  |  |  |  |  |  |  |  |
| |                                             |  |  |  |  |  |  |  |  |  |  |  |  |  |  |  |
| |                                             |  |  |  |  |  |  |  |  |  |  |  |  |  |  |  |
| | Magdalena de la Tour d'Auvergne             |  |  |  |  |  |  |  |  |  |  |  |  |  |  |  |
| |                                             |  |  |  |  |  |  |  |  |  |  |  |  |  |  |  |
| |                                             |  |  |  |  |  |  |  |  |  |  |  |  |  |  |  |
| | Luis I de Vendôme                           |  |  |  |  |  |  |  |  |  |  |  |  |  |  |  |
| |                                             |  |  |  |  |  |  |  |  |  |  |  |  |  |  |  |
| |                                             |  |  |  |  |  |  |  |  |  |  |  |  |  |  |  |
| | Juan VIII de Vendôme                        |  |  |  |  |  |  |  |  |  |  |  |  |  |  |  |
| |                                             |  |  |  |  |  |  |  |  |  |  |  |  |  |  |  |
| |                                             |  |  |  |  |  |  |  |  |  |  |  |  |  |  |  |
| | Juana de Laval                              |  |  |  |  |  |  |  |  |  |  |  |  |  |  |  |
| |                                             |  |  |  |  |  |  |  |  |  |  |  |  |  |  |  |
| |                                             |  |  |  |  |  |  |  |  |  |  |  |  |  |  |  |
| | Juana de Borbón, duquesa de Borbón          |  |  |  |  |  |  |  |  |  |  |  |  |  |  |  |
| |                                             |  |  |  |  |  |  |  |  |  |  |  |  |  |  |  |
| |                                             |  |  |  |  |  |  |  |  |  |  |  |  |  |  |  |
| | Luis de Beauvau, senescal de Anjou          |  |  |  |  |  |  |  |  |  |  |  |  |  |  |  |
| |                                             |  |  |  |  |  |  |  |  |  |  |  |  |  |  |  |
| |                                             |  |  |  |  |  |  |  |  |  |  |  |  |  |  |  |
| | Isabel de Beauveau                          |  |  |  |  |  |  |  |  |  |  |  |  |  |  |  |
| |                                             |  |  |  |  |  |  |  |  |  |  |  |  |  |  |  |
| |                                             |  |  |  |  |  |  |  |  |  |  |  |  |  |  |  |
| | Margarita de Chambley                       |  |  |  |  |  |  |  |  |  |  |  |  |  |  |  |
| |                                             |  |  |  |  |  |  |  |  |  |  |  |  |  |  |  |
| |                                             |  |  |  |  |  |  |  |  |  |  |  |  |  |  |  |

### Descendencia
| Nombre                       | Retrato | Nacimiento               | Muerte                 | Matrimonio y descendencia/Notas                                                                   |
| ---------------------------- | ------- | ------------------------ | ---------------------- | ------------------------------------------------------------------------------------------------- |
| Francisco II, rey de Francia |         | 19 de enero de 1544      | 5 de diciembre de 1560 | Casado con María I de Escocia (1542-1587) en 1558. Sin descendencia.                              |
| Isabel de Francia            |         | 2 de abril de 1545       | 3 de octubre de 1568   | Casada con Felipe II, rey de España (1527-1598) en 1559. Con descendencia.                        |
| Claudia de Francia           |         | 12 de noviembre de 1547  | 21 de febrero de 1575  | Casada con Carlos III de Lorena (1543-1608). Con descendencia.                                    |
| Luis III de Orleans          |         | 3 de febrero de 1549     | 24 de octubre de 1549  | Muerto en la infancia.                                                                            |
| Carlos IX, rey de Francia    |         | 27 de junio de 1550      | 30 de mayo de 1574     | Casado con Isabel de Austria (1554-1592) en 1570. Una hija legítima que murió joven.              |
| Enrique III, rey de Francia  |         | 19 de septiembre de 1551 | 2 de agosto de 1589    | Casado con Luisa de Lorena-Vaudémont en 1575. Sin descendencia. Breve rey de Polonia en 1574.     |
| Margarita de Francia         |         | 14 de mayo de 1553       | 27 de marzo de 1615    | Conocida como la «Reina Margot». Casada con Enrique IV de Francia. Divorciada y sin descendencia. |
| Francisco de Anjou           |         | 18 de marzo de 1555      | 19 de junio de 1584    | Después conocido como Francisco, duque de Alençon y Anjou. Sin descendencia.                      |
| Victoria de Valois           |         | 24 de junio de 1556      | 17 de agosto de 1556   | Muerta en la infancia.                                                                            |
| Juana de Valois              |         | 24 de junio de 1556      | 17 de agosto de 1556   | Muerta en la infancia.                                                                            |

| Predecesora: Leonor de Austria         | Reina consorte de Francia 1547-1559 | Sucesora: María I de Escocia  |
| Predecesor: Ana de la Tour de Auvernia | Condesa de Auvernia 1524 - 1589     | Sucesor: Carlos III de Lorena |

## Cultura popular

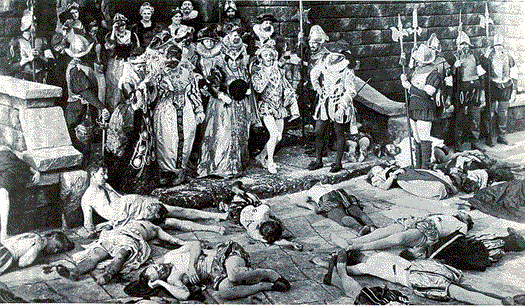
Una escena de Intolerancia (1916), deDavid Wark Griffith: Catalina de Médici abandonando el Louvre para inspeccionar los cuerpos de los hugotones en el patio del palacio, inspirado probablemente por el famoso cuadro de François Dubois La masacre del día de San Bartolomé (posterior a 1576) y por una composición similar en Una mañana tras las puertas del Louvre (1880).

Han sido numerosas las veces en que el cine y la televisión han retratado la figura de Catalina de Médici:

### Cine
- Josephine Crowell en Intolerancia (1916)
- Marguerite Moreno en Perlas de la corona (1937)
- Françoise Rosay en La Reine Margot (1954) (1954)
- Marisa Pavan en Diane (película) (1956)
- Isa Miranda en Hardi Pardaillan! (1964)
- Virna Lisi en La reine Margot (1994)
- Evelina Meghnagi en The Princess of Montpensier (2010)

### Televisión
- Alice Sapritch en La Reine Margot (telefilme, 1961)
- Joan Young en The Massacre of St Bartholomew's Eve (episodio de Doctor Who, 1966)
- Maria Meriko en La Dame de Monsoreau (miniserie, 1971)
- Margaretta Scott en Elizabeth R (miniserie, 1971)
- Dominique Blanchar en Le Chevalier de Pardaillan (serie, 1988)
- Alice Sapritch en Catherine de Médicis: Le Tocsin de la révolution (telefilme, 1989)
- Marie-Christine Barrault en Saint-Germain ou la Négociation (telefilme, 2003)
- Megan Follows en Reign (2013-2017)
- Samantha Morton en The Serpent Queen (2022)

### Epístolas
- Cartas de Catalina de Médici, 11 volúmenes (en francés). Conde Hector de La Ferrière y conde Gustave Baguenault de Puchesse, París, Imprimerie nationale, «Collection de documents inédits sur l’histoire de France», 1880-1943:
  - Tomo primero: 1533-1563, 1880.
  - Tomo segundo: 1563-1566, 1895.
  - Tomo tercero: 1567-1570, 1895.
  - Tomo cuarto: 1570-1574, 1895.
  - Tomo quinto: 1574-1577, 1895.
  - Tomo sexto: 1578-1579, 1897.
  - Tomo sèptimo: 1579-1581, 1899.
  - Tomo octavo: 1582-1585, 1905.
  - Tomo noveno: 1586-1588, 1905.
  - Tomo décimo: Supplément 1537-1587, 1909.
  - Tomo undécimo: Index général, Gustave Baguenault de Puchesse, Eugène Lelong y Lucien Auvray, 1943.